# Musée de Cahors Henri-Martin
Pour les articles homonymes, voir Henri Martin et Martin.
Le musée Henri-Martin, situé en centre-ville de Cahors (Lot, Occitanie), est un musée d'art et d'histoire créé en 1833 et ouvert au public en 1929.

## Présentation
Le musée Henri-Martin recueille la collection des productions des trois règnes de la nature et de tous les objets d'antiquité dont l’étude pourrait servir à l’histoire générale ou à l’histoire particulière du Quercy.
Ce musée est fondé en 1833 par la mairie de Cahors et accueille les années suivantes de nombreuses découvertes archéologiques régionales, en lien avec la bibliothèque municipale. En novembre 1872, Alexandre Calmels, de la Société des études du Lot, lance un appel pour refonder un véritable musée à Cahors. En 1883, le musée publie son premier inventaire et est déjà situé rue Émile Zola dans les annexes du palais épiscopal concordataire. En 1929, le musée de Cahors regroupe tous les fonds dont il a la charge dans l'ancien palais épiscopal concordataire.
Il prend, en 2002, le nom de « musée de Cahors Henri-Martin » en hommage à l'artiste Henri Martin et devient musée de France.
Son fonds, constitué d'environ 10 000 objets et documents, intéresse :
- L'archéologie (préhistorique, égyptienne, gallo-romaine et médiévale),
- L'ethnographie extra-européenne (Afrique, Asie,Océanie),
- L'histoire (personnalité de Léon Gambetta),
- L'histoire de l'Art (peinture et sculpture principalement de l'école Française du XVIe au XIXe siècle)
- L'art contemporain (photographie et vidéo).

En 2022, après six ans de travaux de rénovation et d'agrandissement, le musée rouvre ses portes au public et présente une nouvelle aile spécialement créée pour accueillir les grands décors d'Henri Martin.

## Histoire

### Bâtiment
Vers 1470, J. d'Alamans, chanoine et chantre de la cathédrale, construit un immeuble destiné à l'instruction, connu sous le nom de « Collège des Arts ».
Devenu propriété de Dadin de Hauteserre, cet immeuble est acquis par les consuls de Cahors qui y installent en 1601 le collège Saint-Michel.
En 1791, les bâtiments, en ruine, sont vendus comme bien national au financier Jean-Louis Lapeyrière (père de Augustin de Lapeyrière), puis en 1802, le département les achète et les restaure pour y installer l'évêché concordataire.
Le nouveau palais épiscopal présente la distribution commune aux hôtels particuliers des XVIIe et XVIIIe siècles : un pavillon d'habitation situé entre cour et jardin (aile ouest), des communs disposés en bordure de la cour (aile nord). Une chapelle ferme la cour au sud.
Avec la séparation de l'Église et de l'État, le palais épiscopal devient vacant en 1905.
Il fut racheté par un particulier qui le céda à sa mort à la Ville de Cahors sous la condition d'en faire un Musée.
La chapelle de l'édifice, réalisée par l'architecte diocésaine Laine, a été inscrit au titre des monuments historiques le 10 mai 1999.

### Musée
À partir de 1929, le musée est ouvert au public, il est alors doté d'un porche monumental qui clôt la cour à l'est.
Le musée est fermé à compter du 30 décembre 2015 pour rénovation et agrandissement dont les travaux ont commencé en mars 2018. La direction de cette opération a été confiée aux architectes Franck Martinez et Laurent Beaudoin à la suite d'un concours d'architecture. Les travaux qui devaient durer deux ans pour une réouverture au second semestre 2020 sont prolongés à cause de la pandémie de Covid-19.
Le musée de Cahors Henri-Martin rouvre ses portes au public le 6 mai 2022,.

## Œuvres
Le musée de Cahors Henri-Martin possède plusieurs collections d'art, d'histoire, d'ethnographie et d'archéologie.
- Archéologie paléolithique et néolithique.
- Antiquités égyptiennes.
- Archéologie étrusque.

### Archéologiegallo-romaine

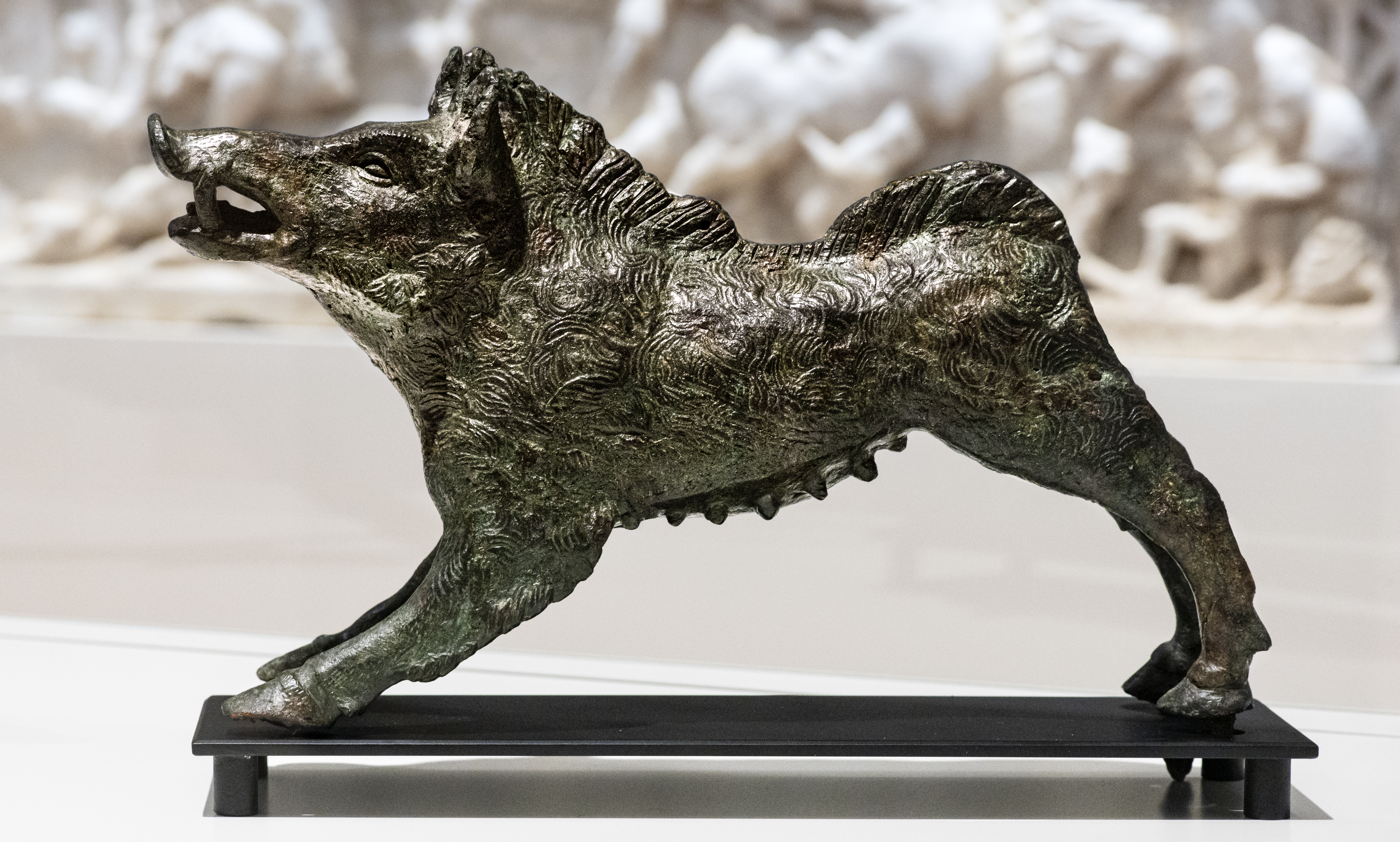
Laie - Bronze gallo-romain

- Archéologie paléo-chrétienne.
- Archéologie médiévale, qui sera présentée dans la future exposition permanente.

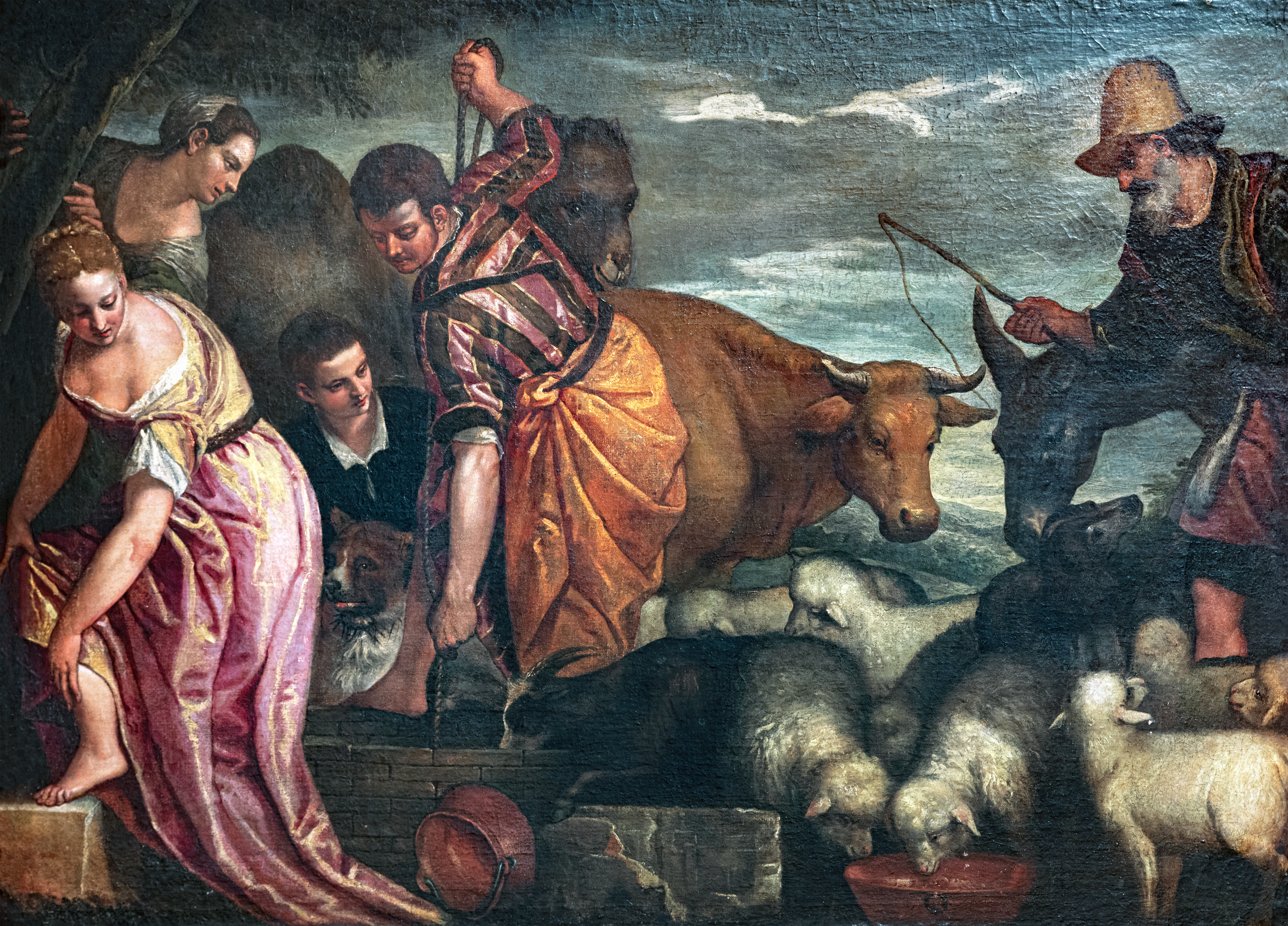
Scène champêtre ou Rébéca à la fontaine XVIe Atelier de Véronèse
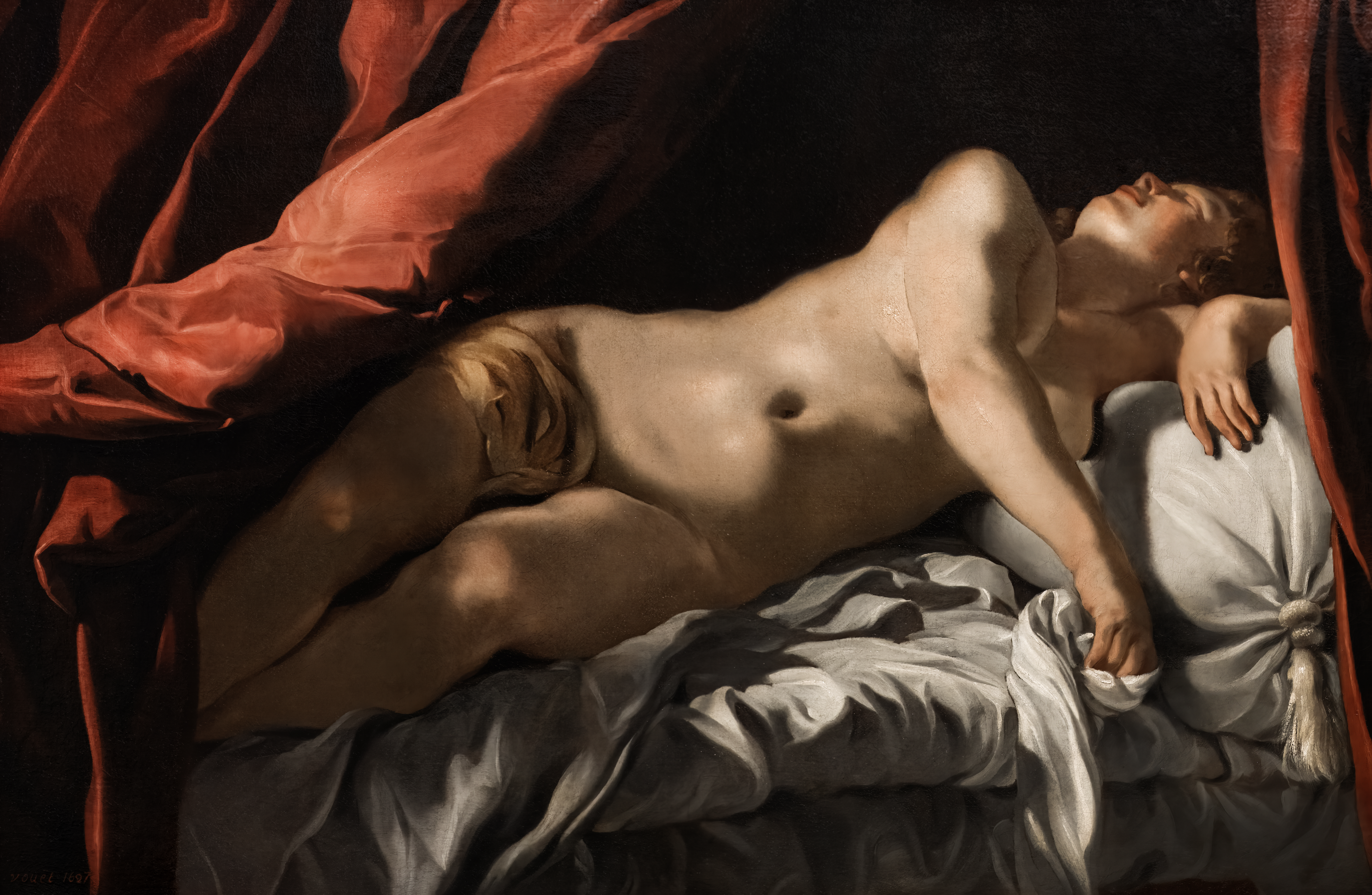
Femme nue allongée - 1627 - Charles Mellin
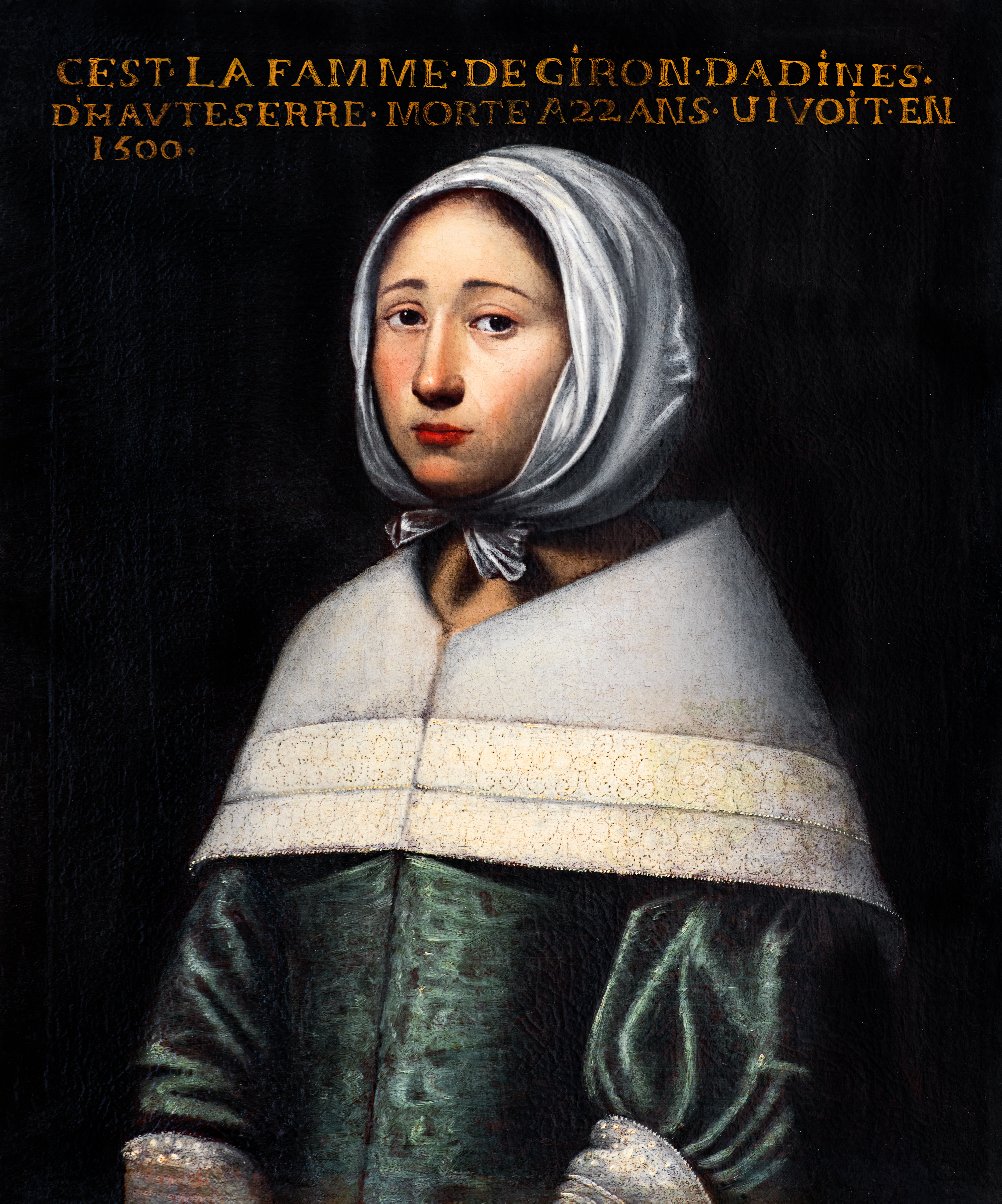
Portrait de la femme de Giron Dadines - XVIIe Auteur anonyme,
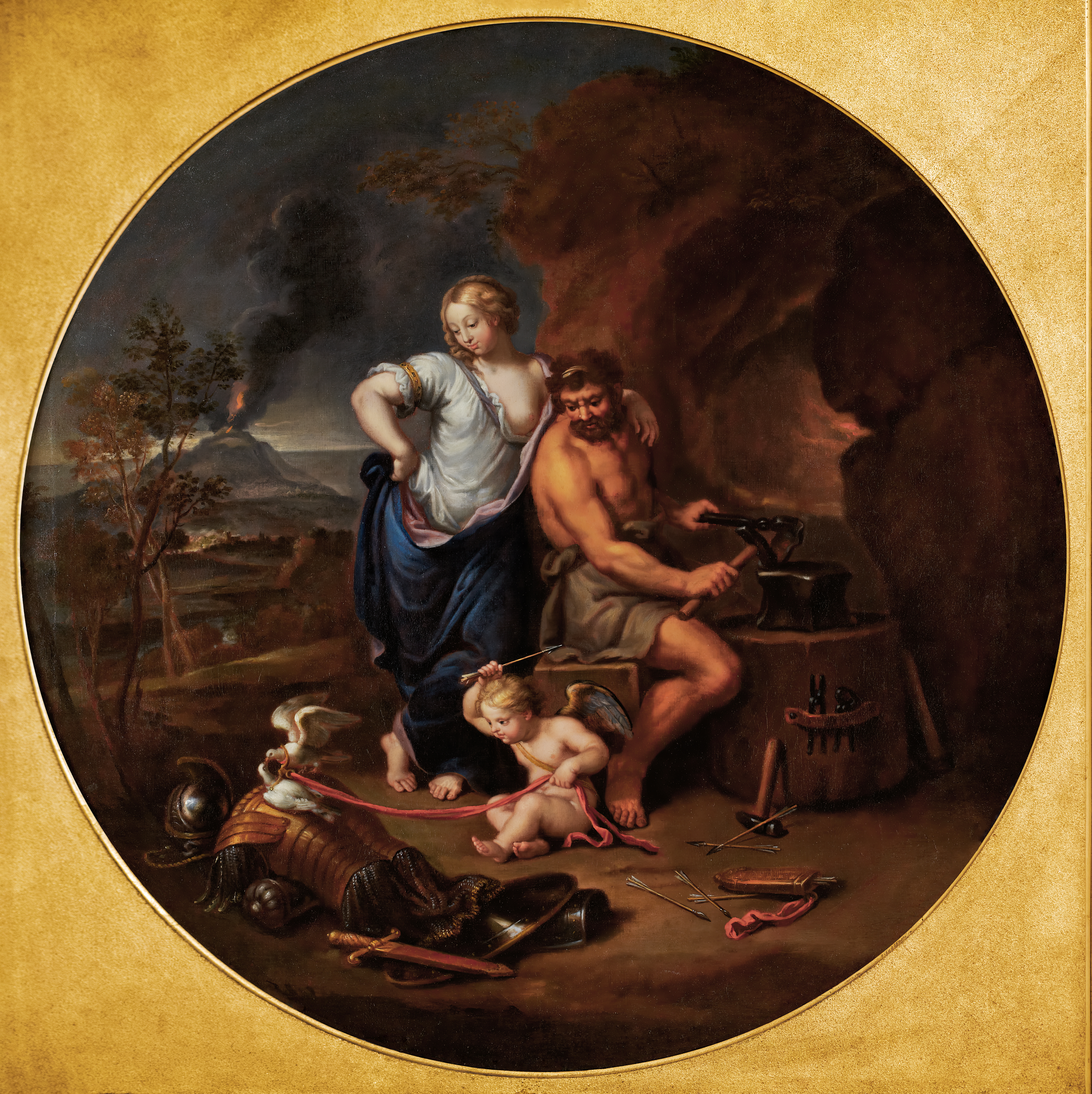
Vénus et Vulcain - Pierre Mignard - XVIIe
La Mort de Jacob 1813 Henri-Joseph de Forestier
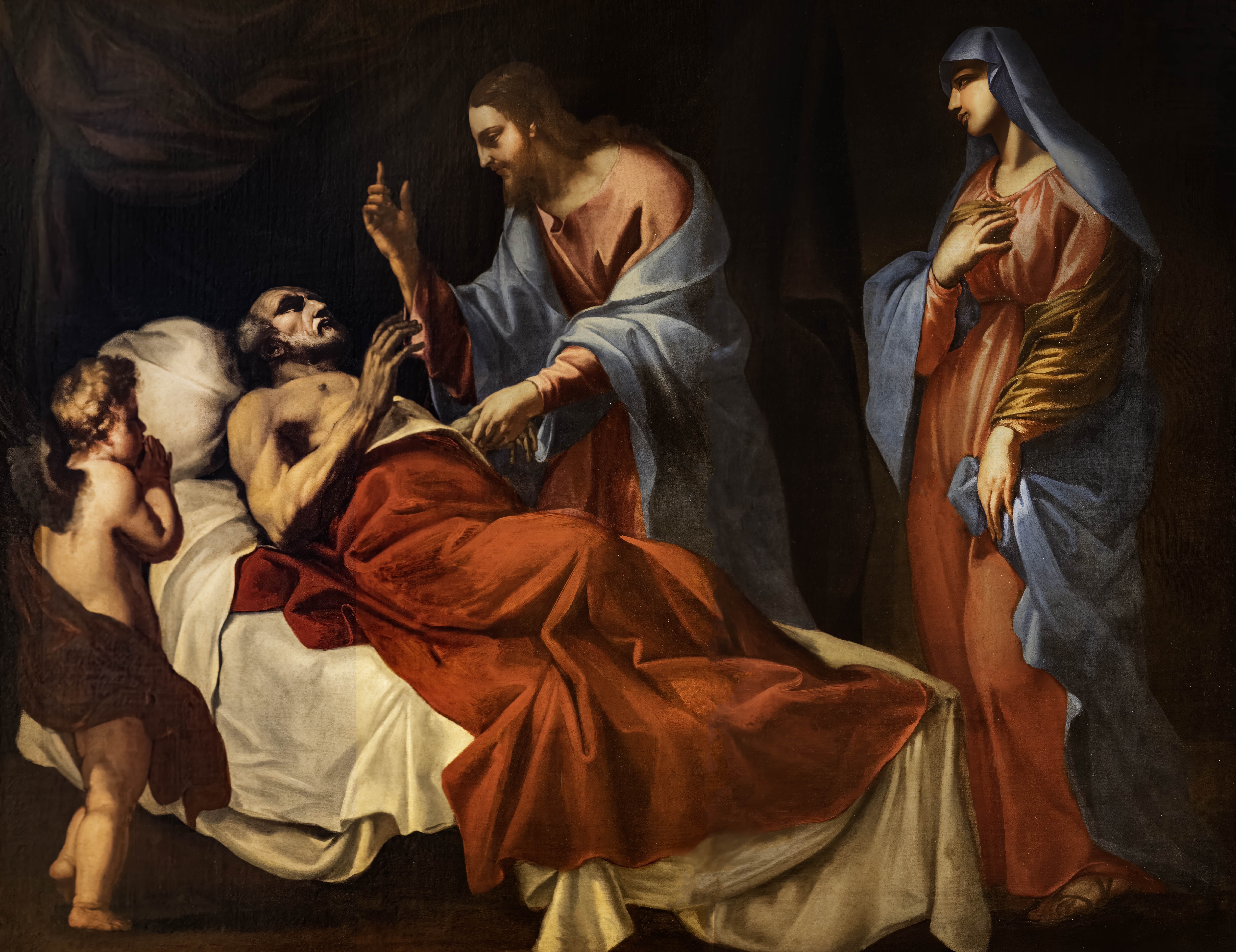
La Mort de Saint Joseph vers 1813 peintre italien anonyme.
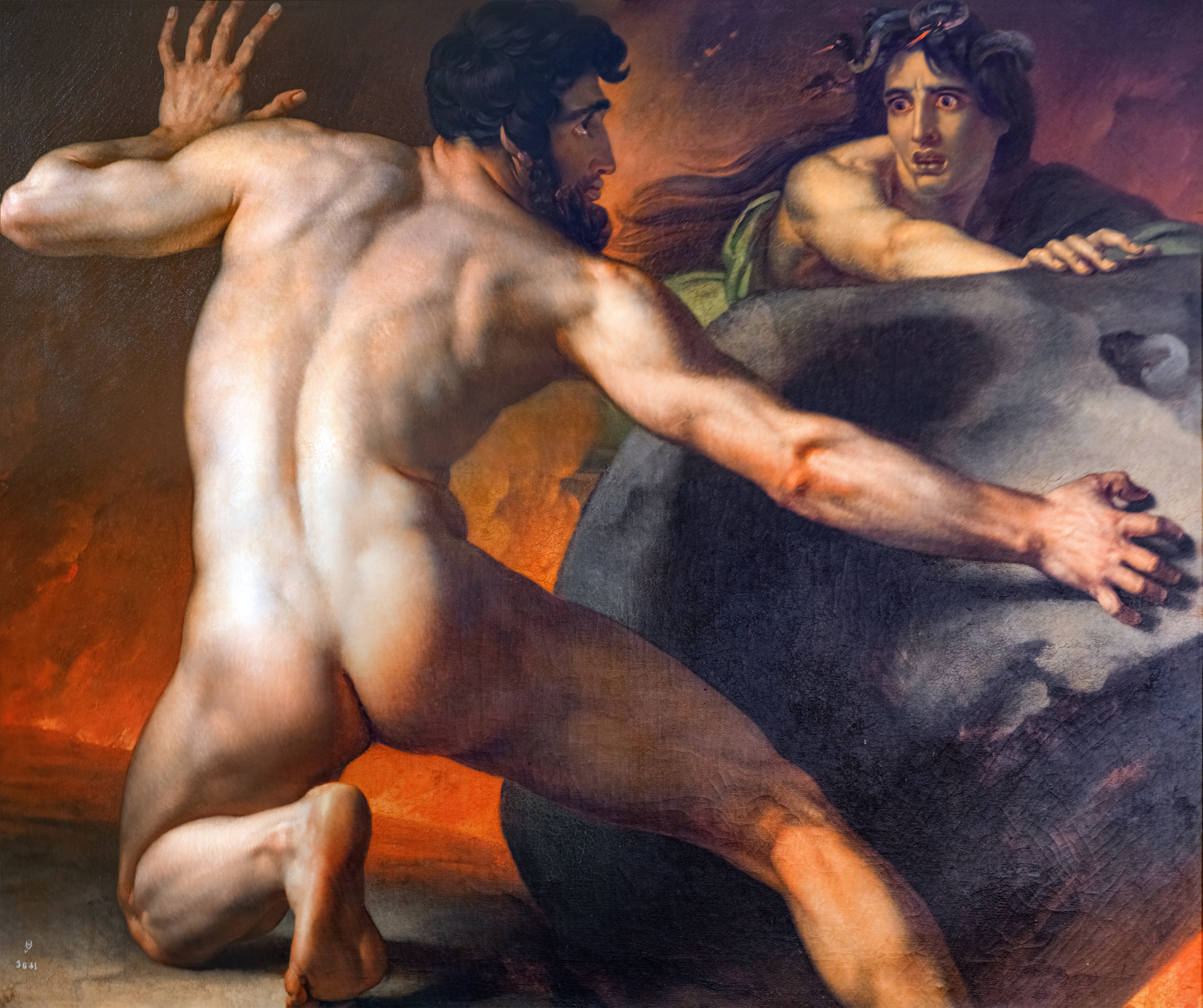
Sisyphe roule éternellement son rocher - Abel de Pujol; 1819
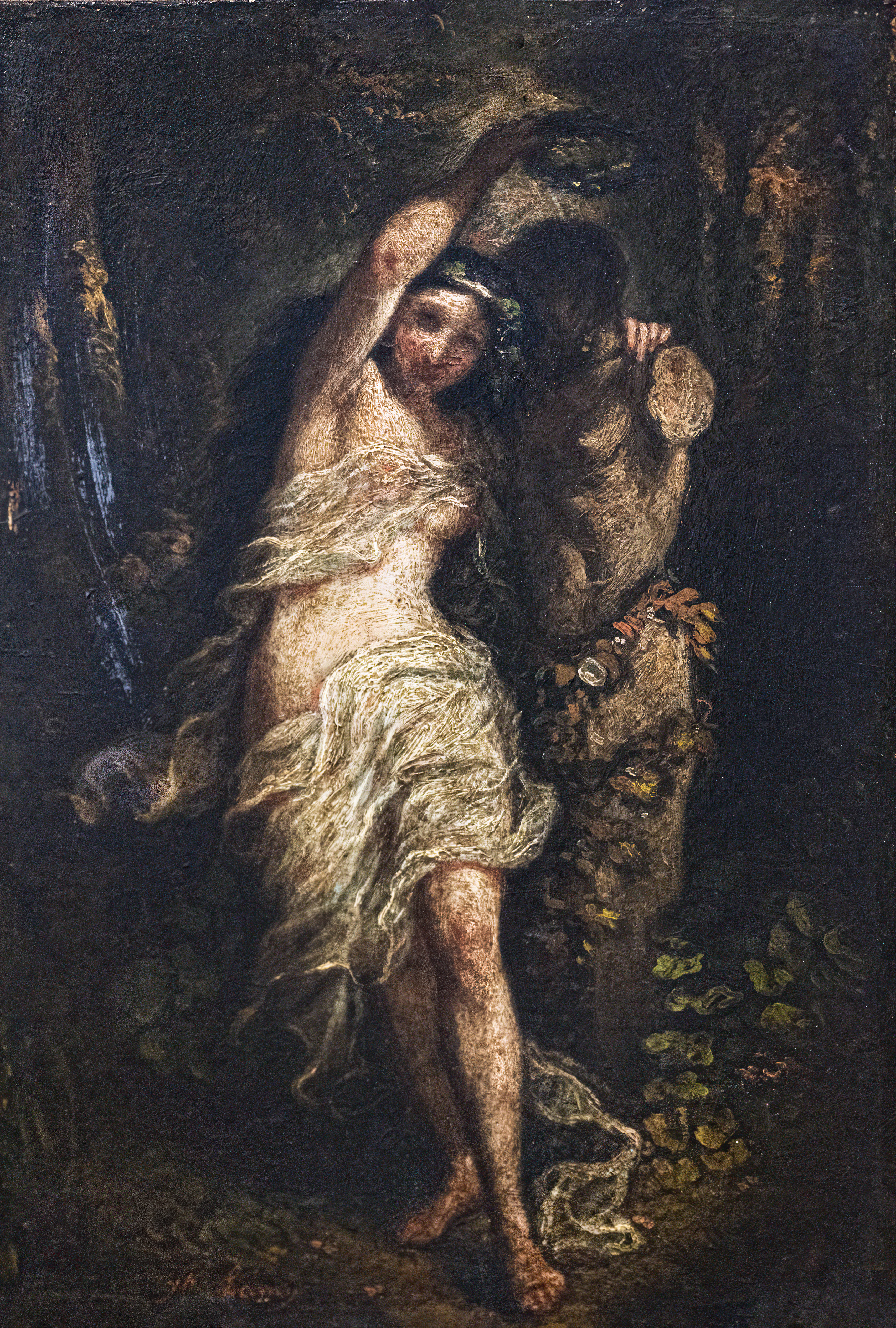
Nymphe enlaçant la statue d'un faune - Joseph Lamy
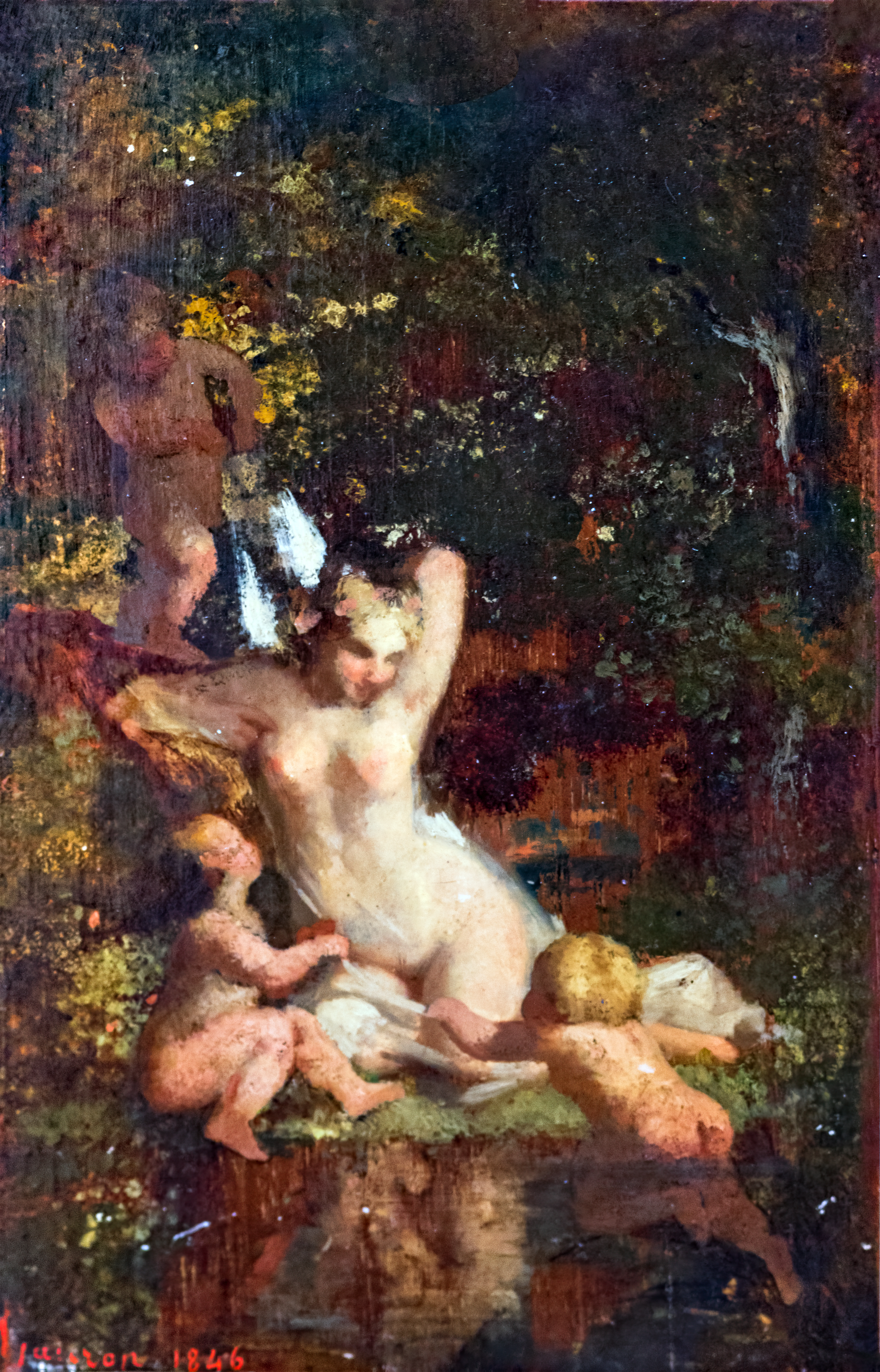
Baigneuse lutinée par des amours, 1846 Philippe-Auguste Jeanron
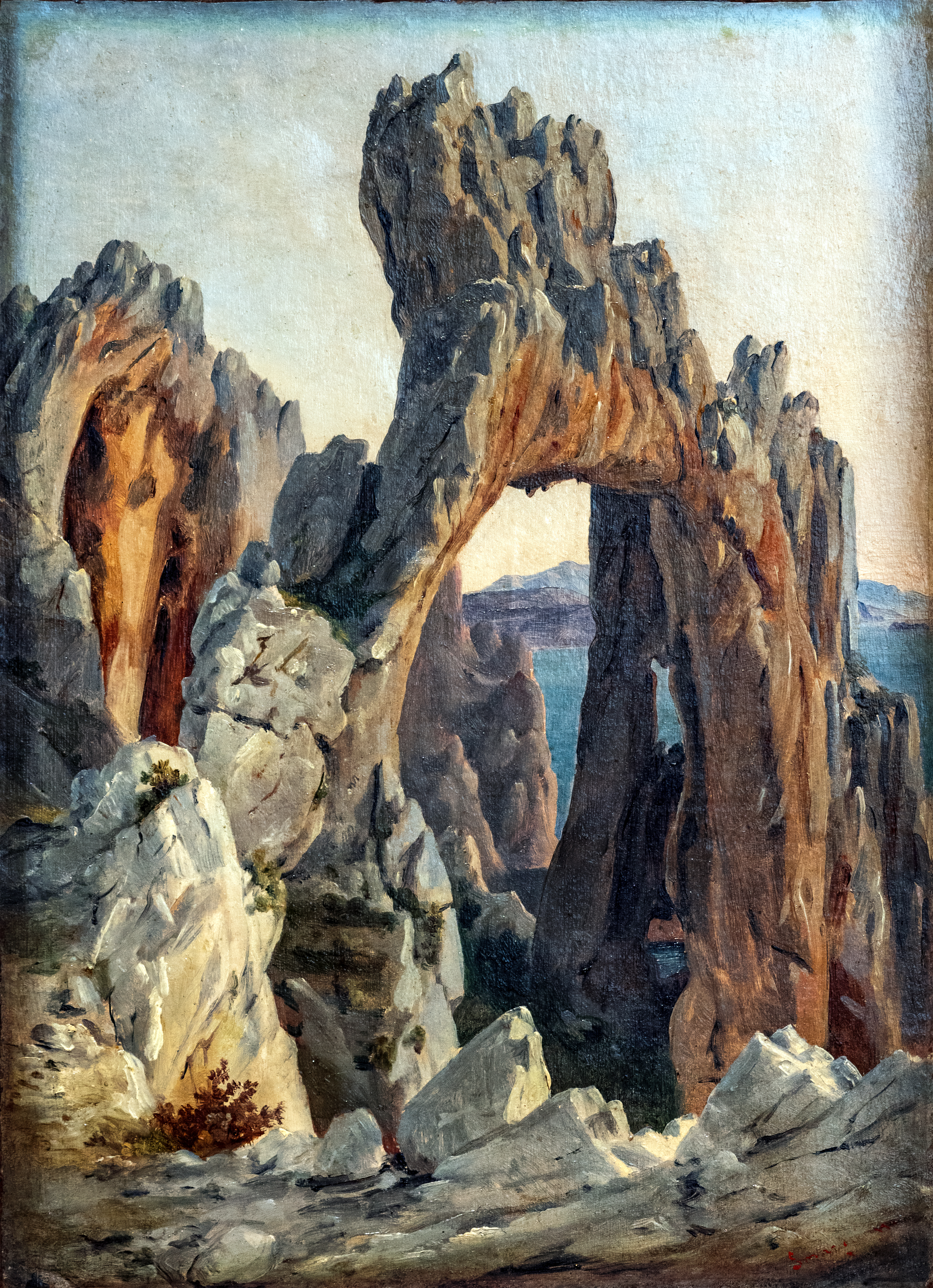
Etude de rochers, vers 1850 - Charles Suisse
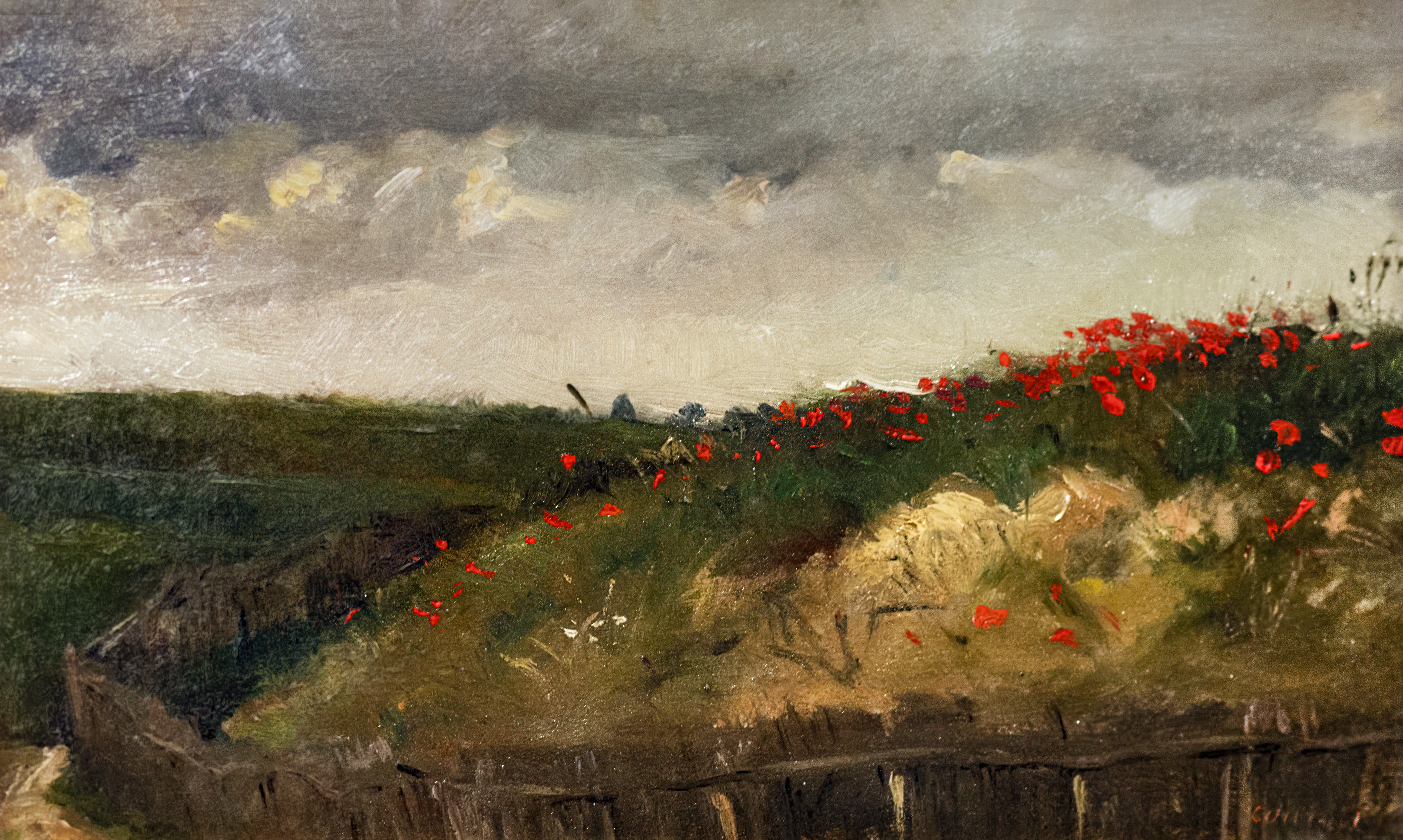
Les Coquelicots 1850 - Gustave Courbet
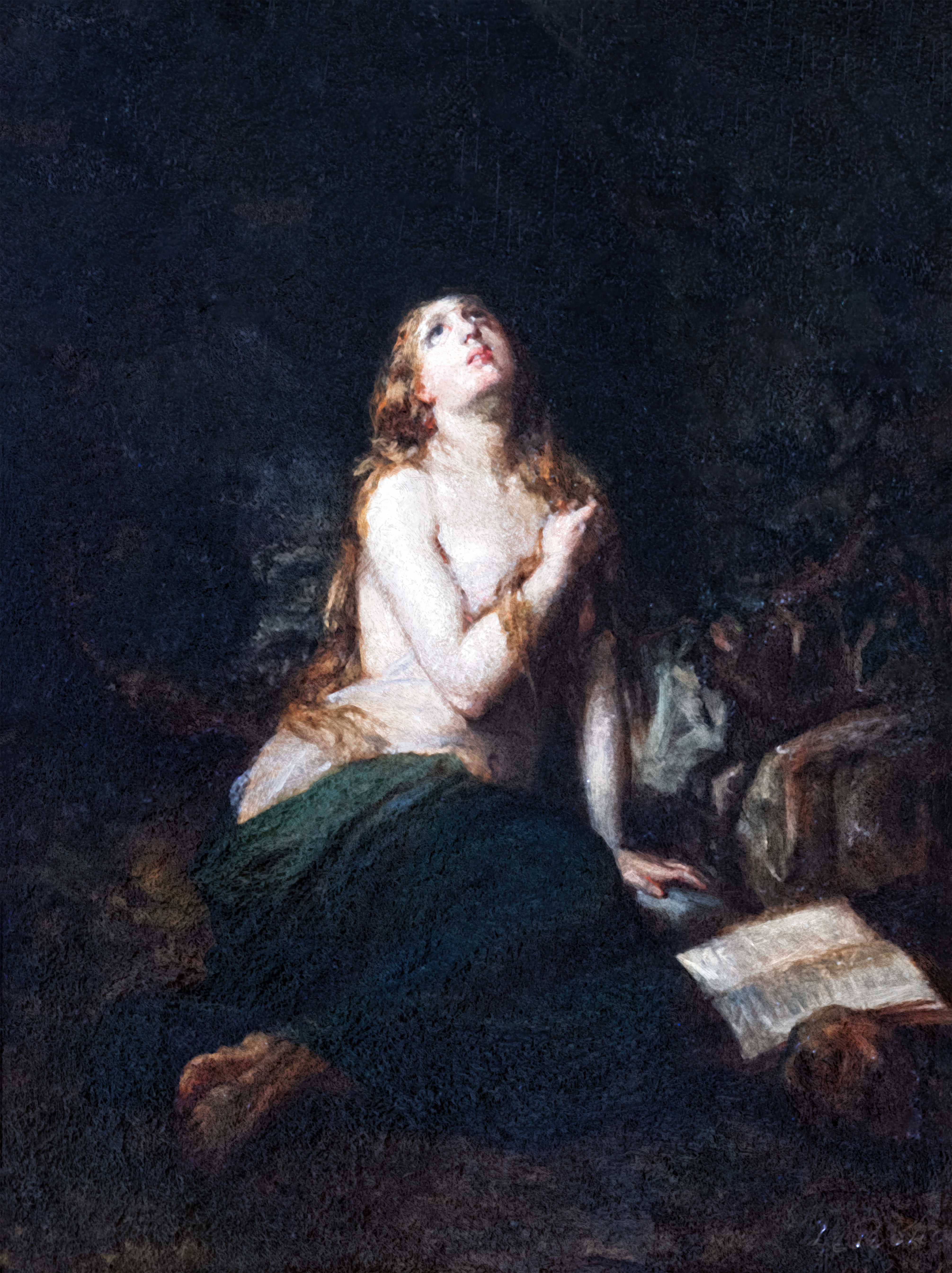
Madeleine Pénitente, 1851 - Rohaut
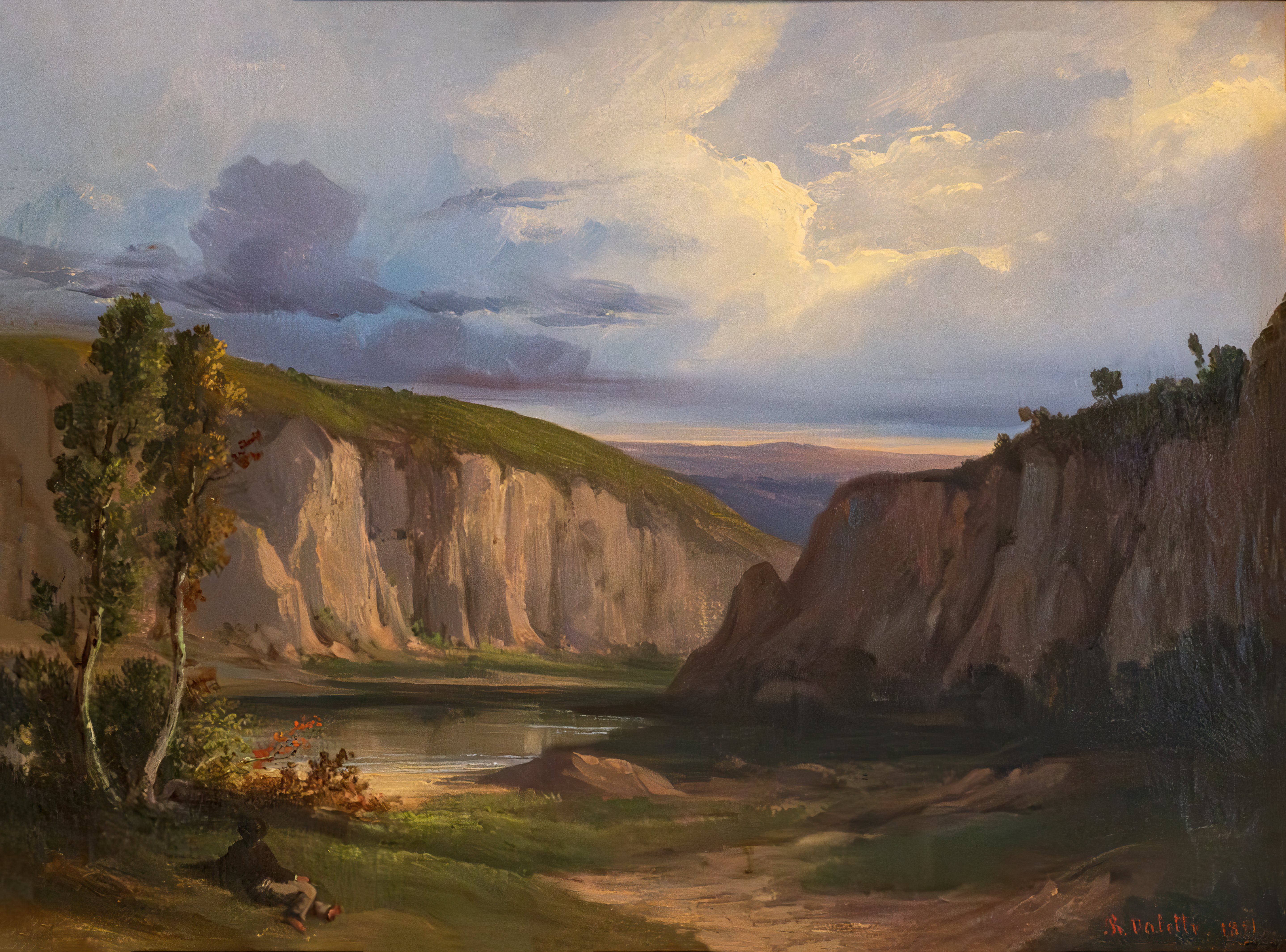
Vallée du Lot aux environs de Vers, 1851 - Joseph-Charles Valette
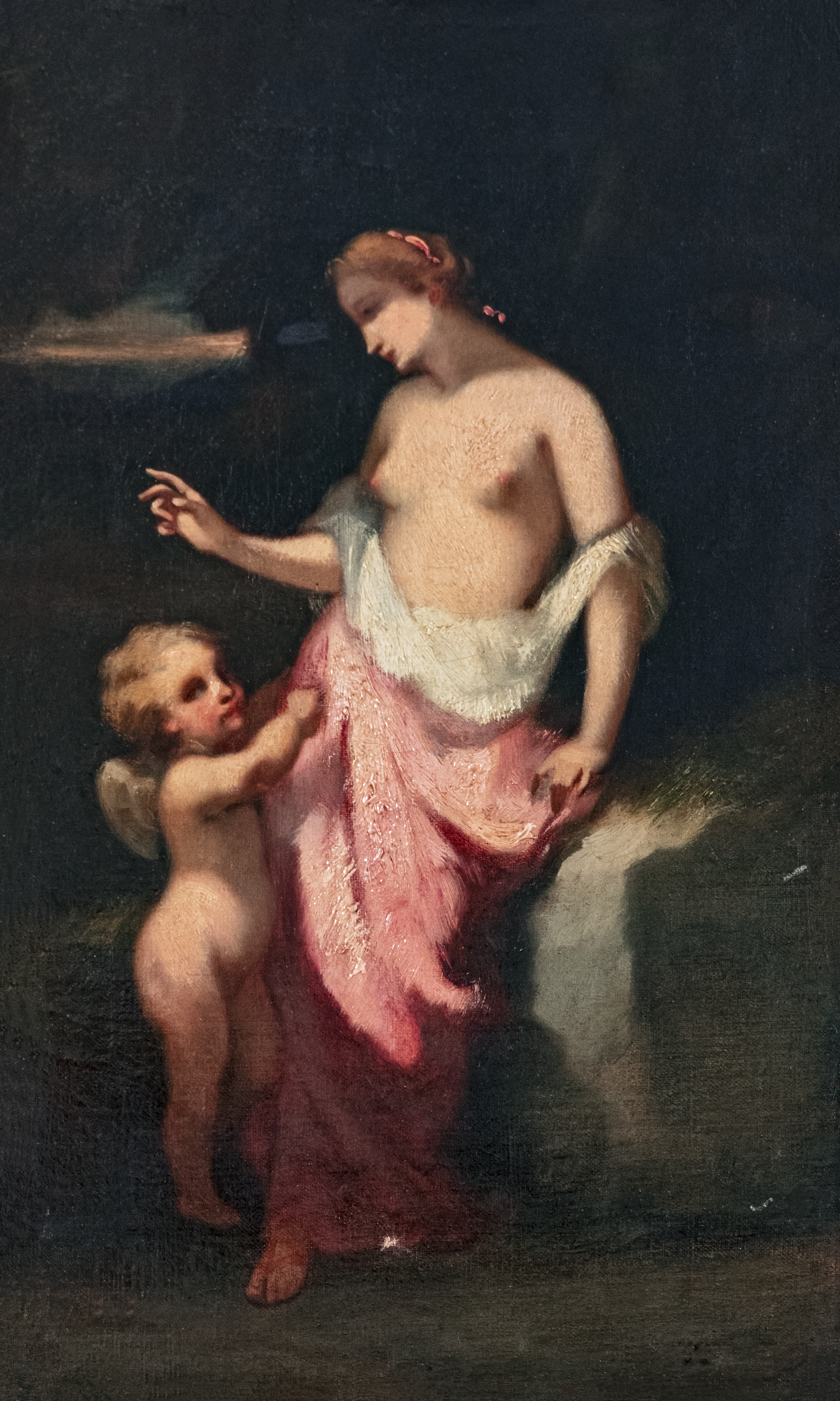
L'Amour - Charles Suisse
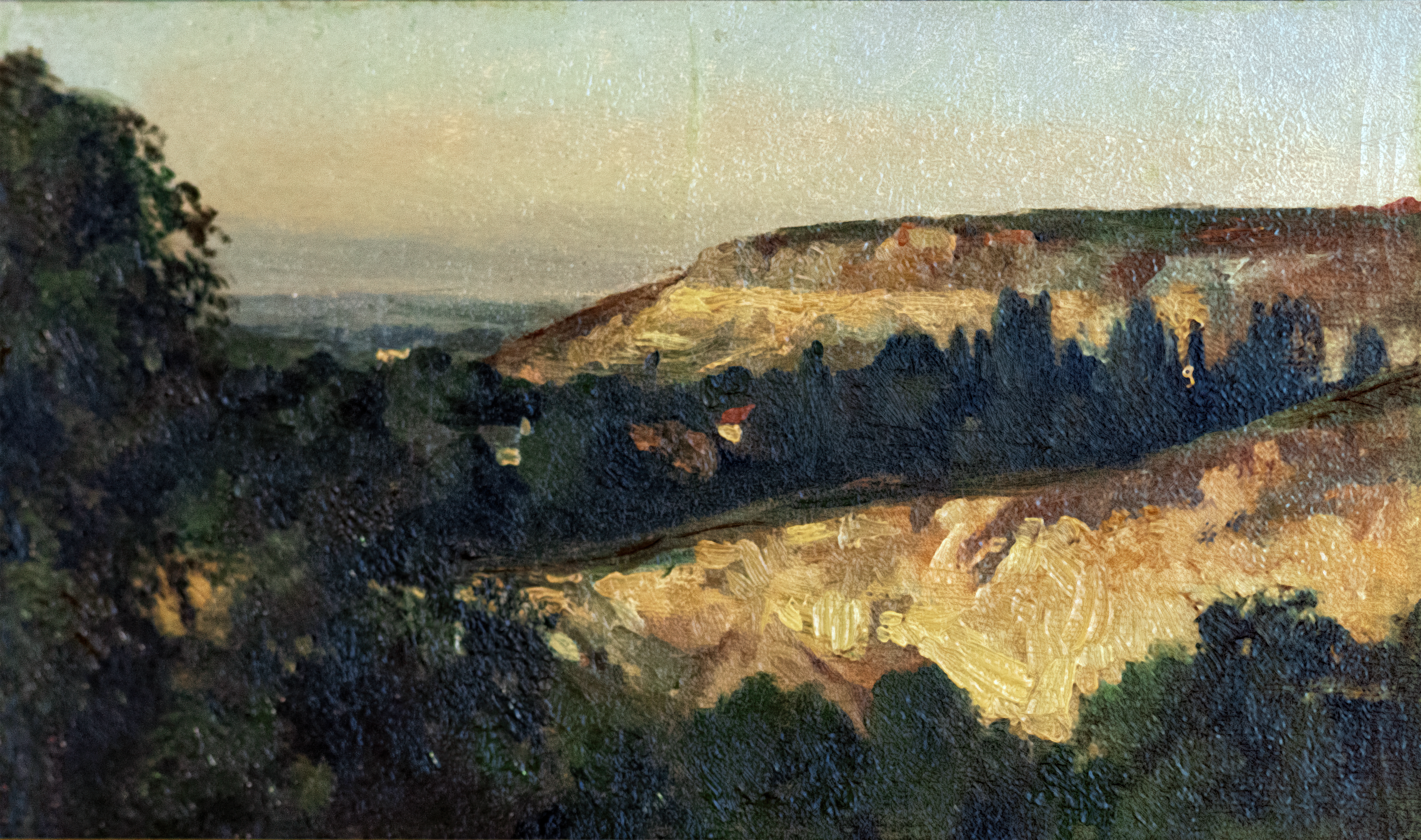
La Vallée - Gustave Courbet
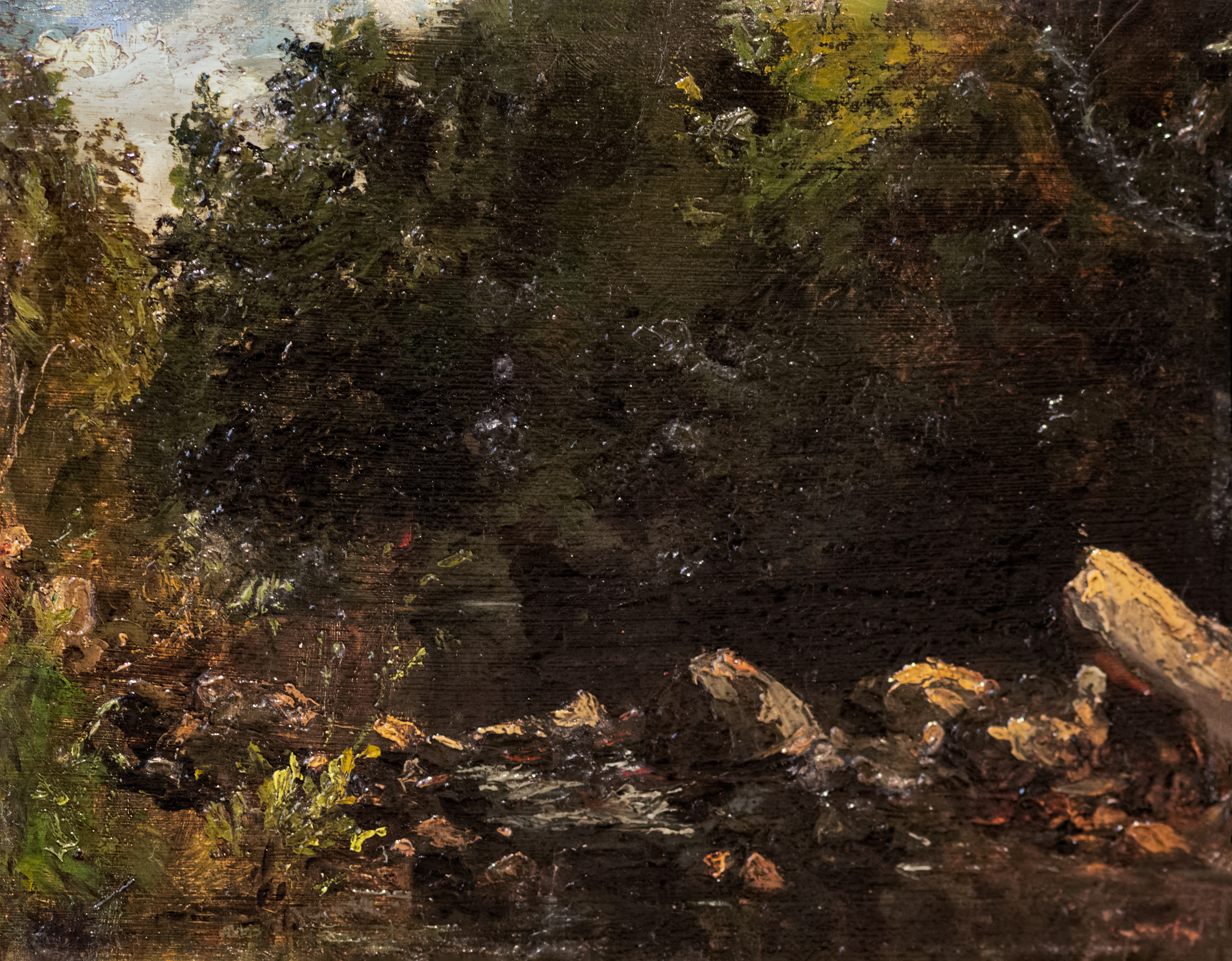
La Forêt de Fontainebleau - Gustave Courbet
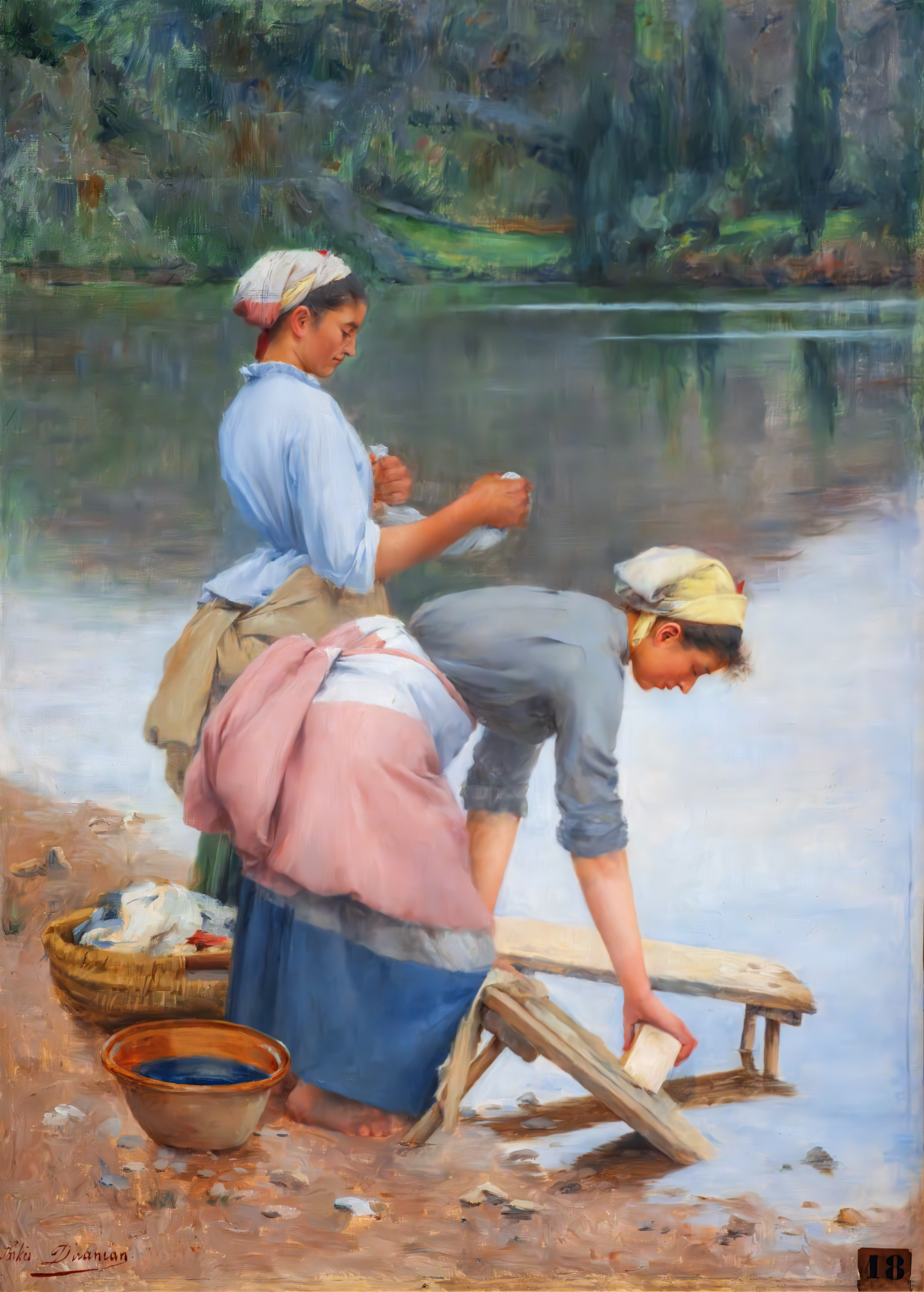
Les Laveuses au bord du Lot - Sarkis Diranian
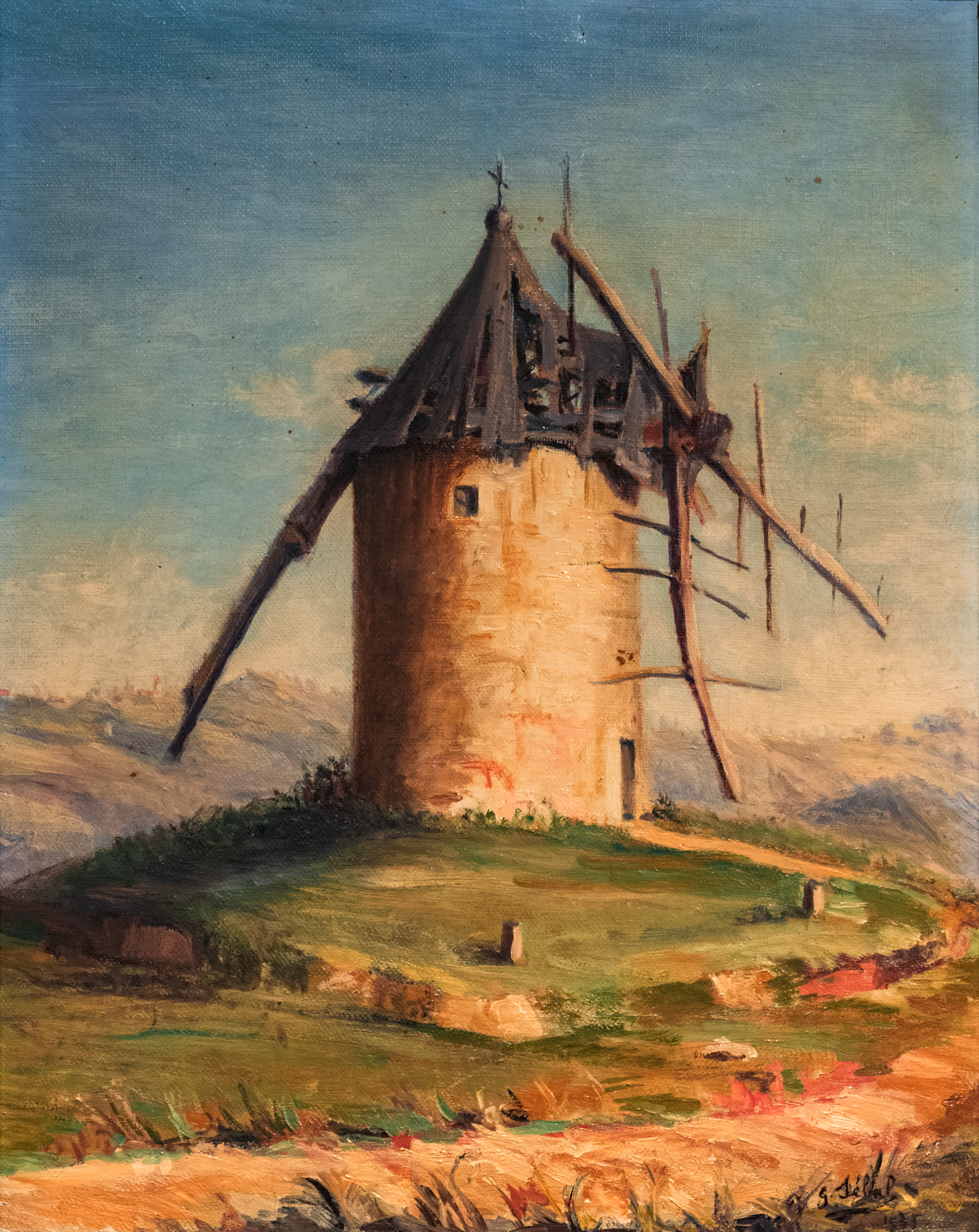
Cieurac - vieux moulin à vent - Germaine Sebal - 1935
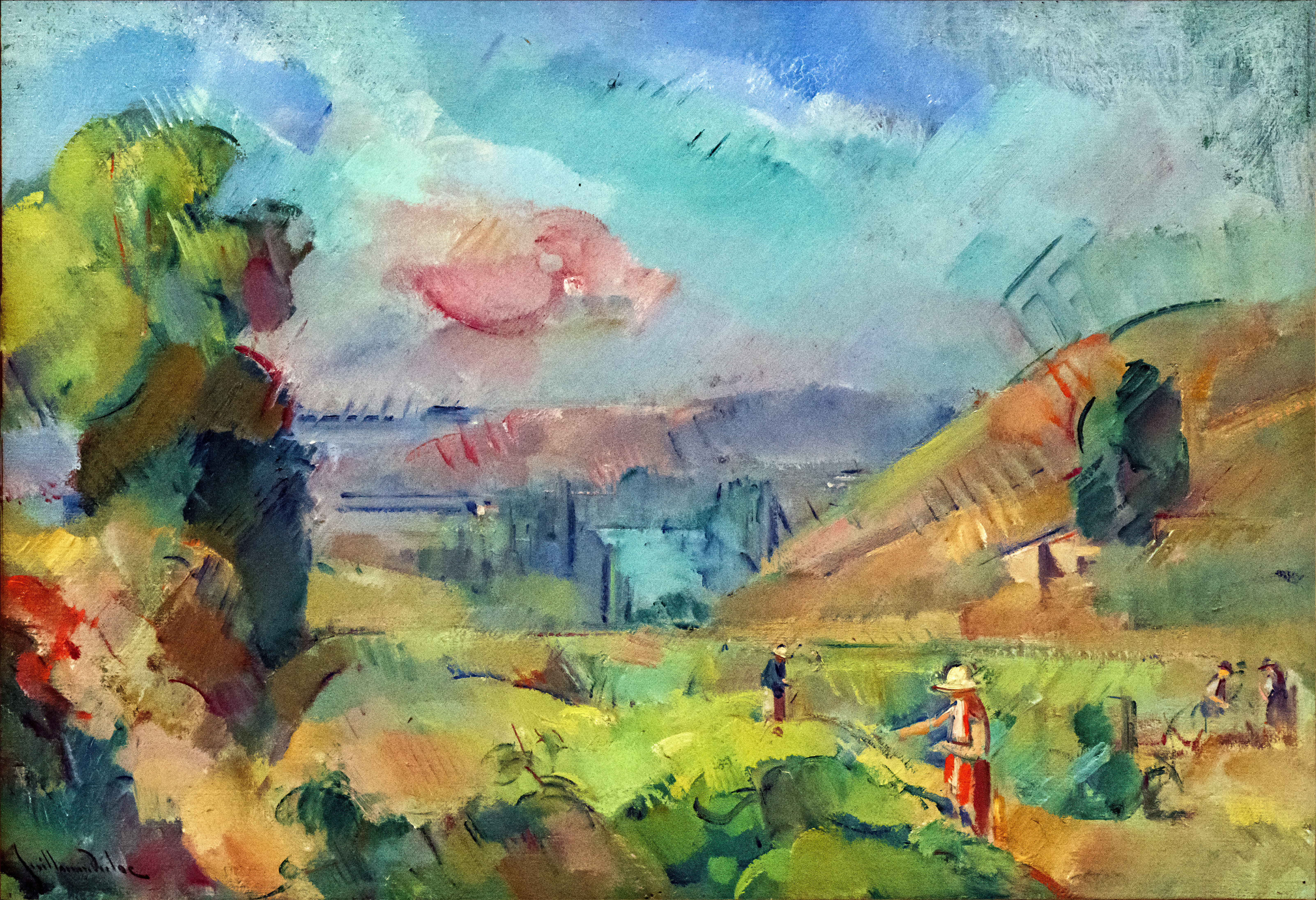
Vendanges en Quercy - Guillaume Dulac
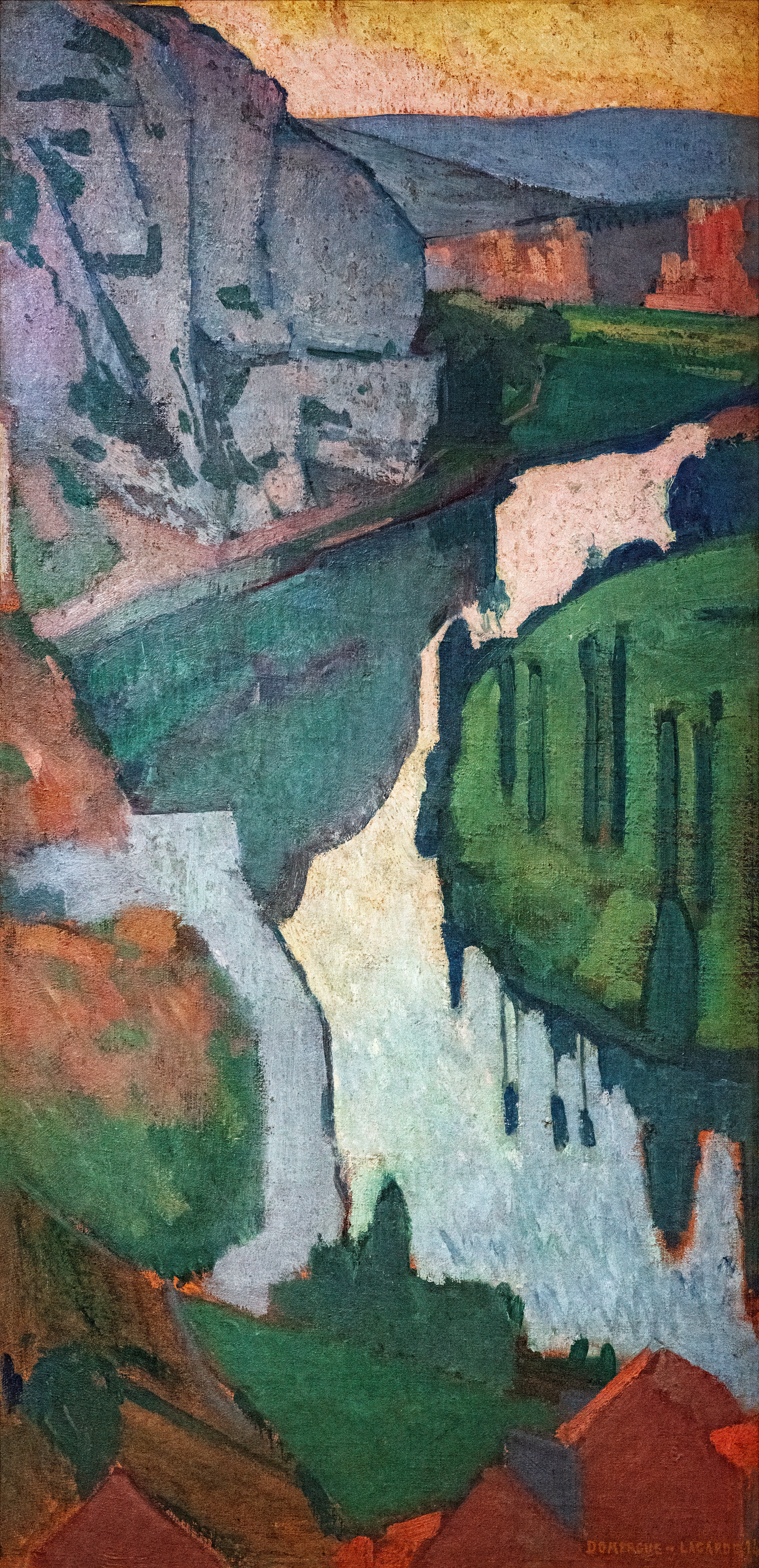
Vallée du Lot, 1914 - Edouard Domergue-Lagarde

- Art brut.

- Sculpture des XIXe – XXe siècles.

### FondsGambetta

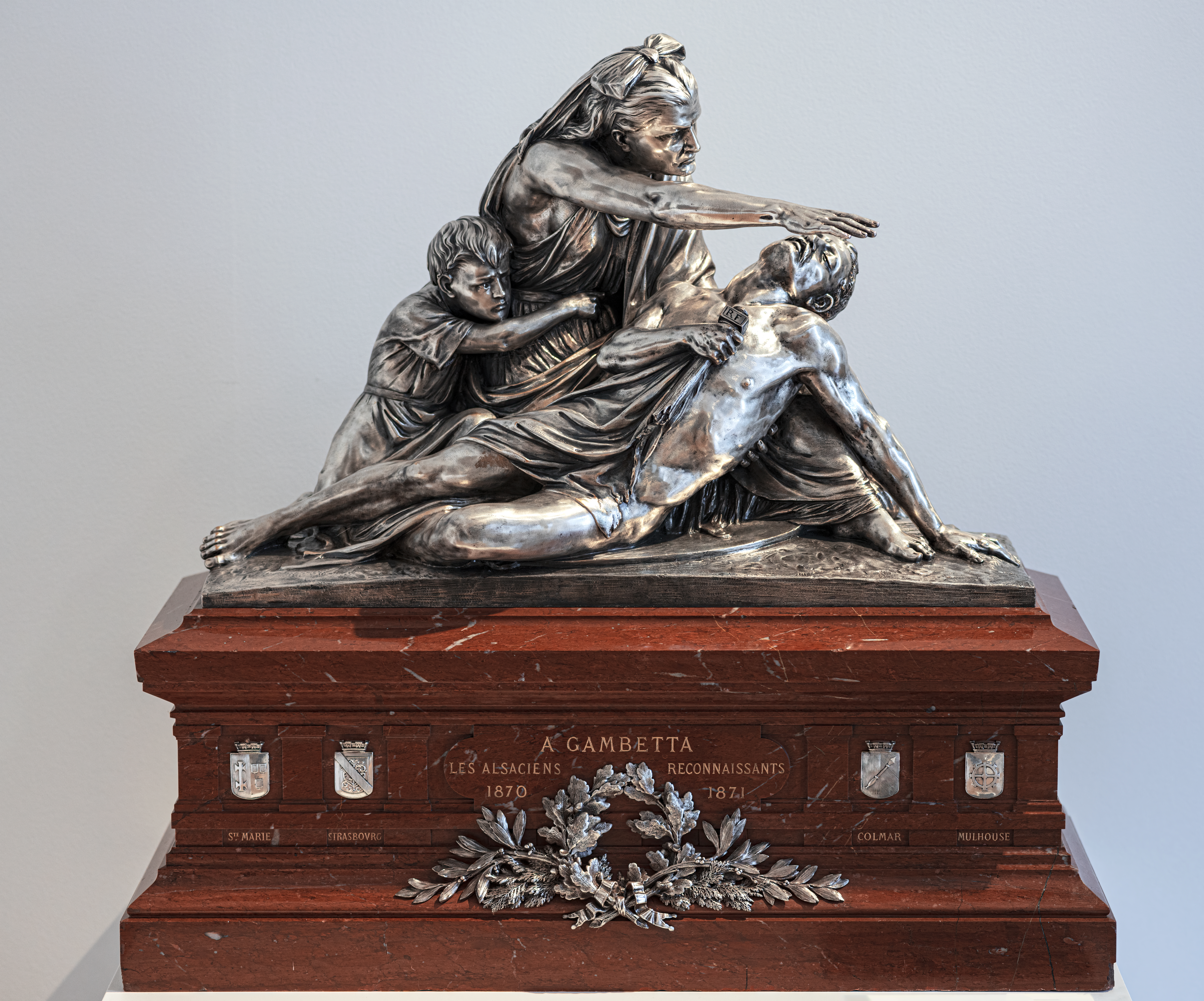
A Gambetta, les Alsaciens reconnaissants - Auguste Bartholdi - 1872
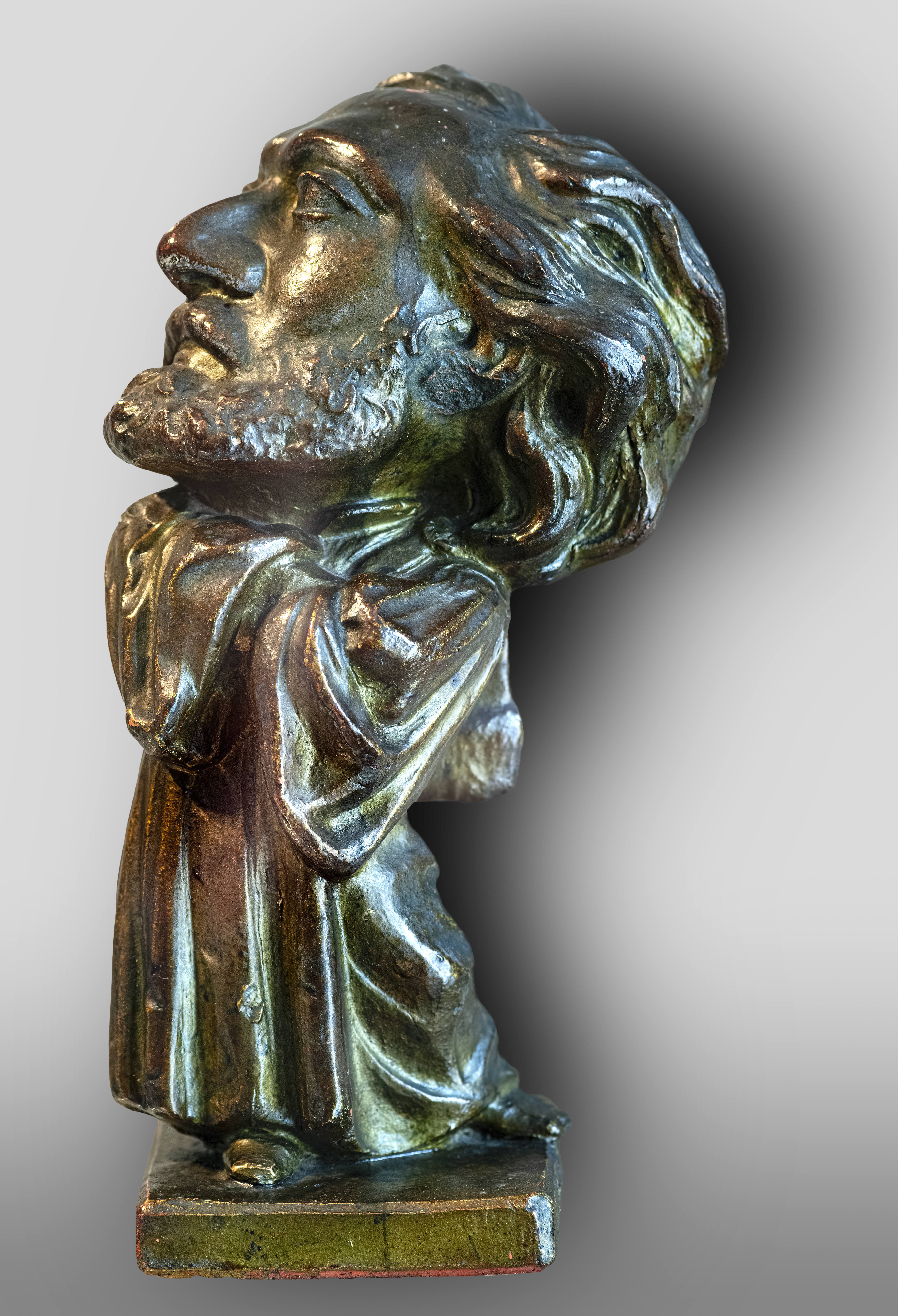
Portrait-charge de Gambetta - Cyprien-Antoine Calmon
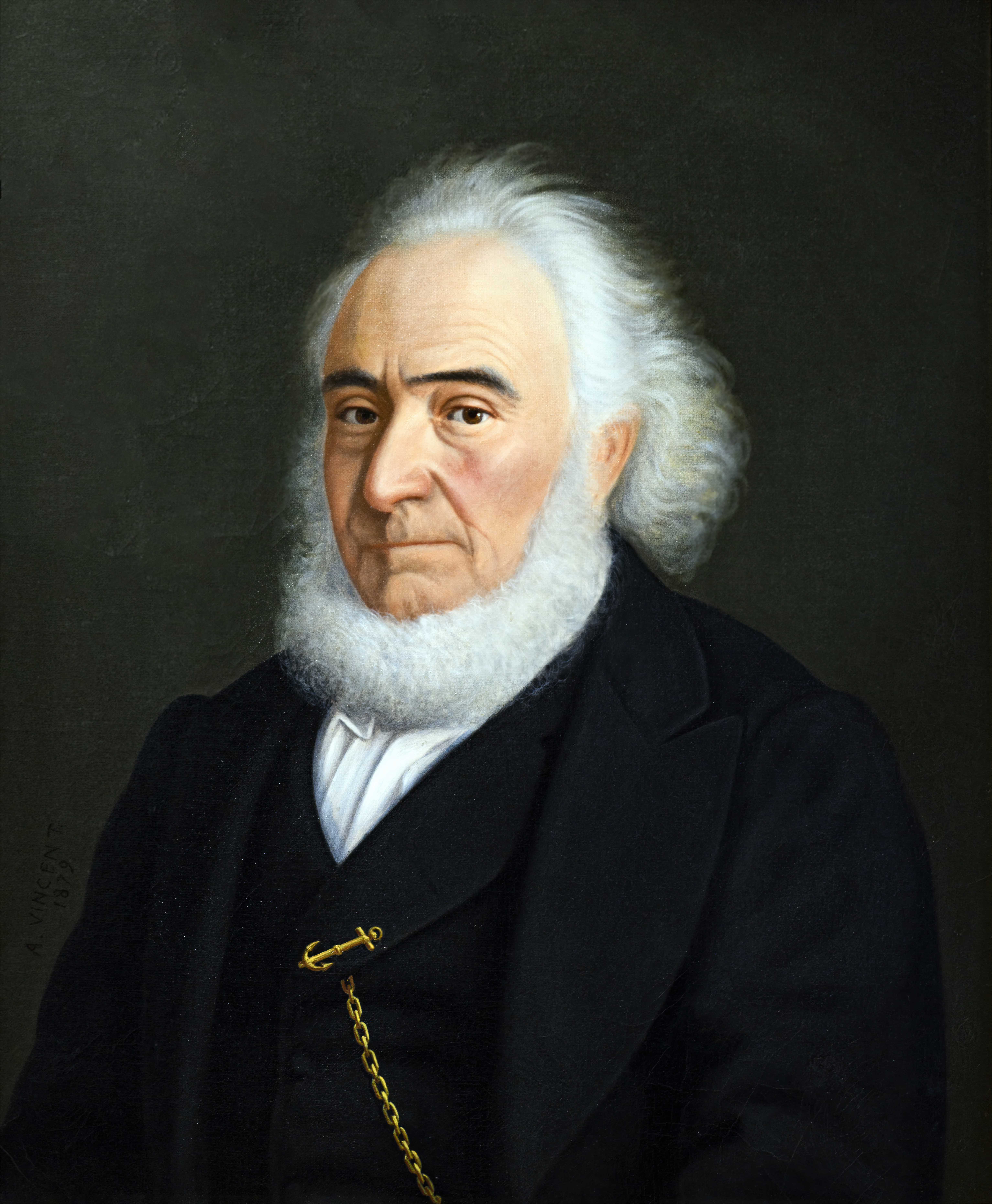
Portrait de Joseph Gambetta père de Léon -  A.Vincent (1879)
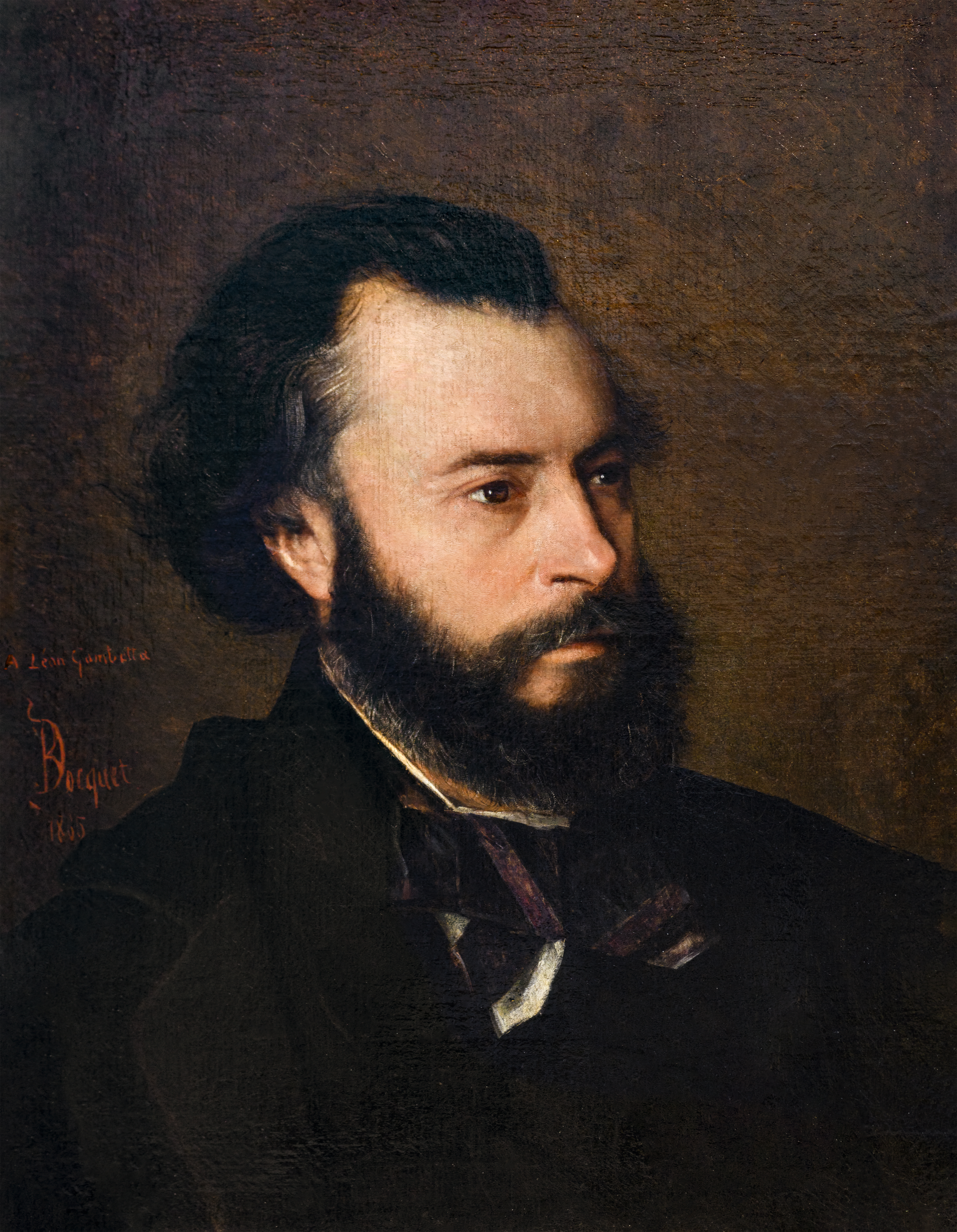
Portrait de Léon Gambetta - Bocquet (1865)
Buste de Léon Gambetta - Alexandre Falguière (1903)[24]

- Fonds Edmée Larnaudie, qui sera présenté lors de la réouverture puis de façon temporaire.

### Fondspolynésien
- Rongo - île Gambier XIXe siècle
- Fonds oriental.

### Œuvres majeures
- Deux Femmes au bain, Joseph-Marie Vien, huile sur toile, 92,3 cm x 67,9 cm.
- Joseph, Adolphe Brune, huile sur toile, 164 cm x 115 cm.
- Marine par temps d'orage, Théodore Gudin, huile sur toile, 35 cm x 56 cm.
- Rongo, sculpture en bois, 73 cm x 18,5 cm x 14 cm.
- Le Monument aux morts de Cahors, Henri Martin, huile sur toile, trois toiles de 385 cm x 280 cm.
- Effet de lampe, après dîner, Victor Lecomte, Huile sur toile, 90 × 100 cm[44]

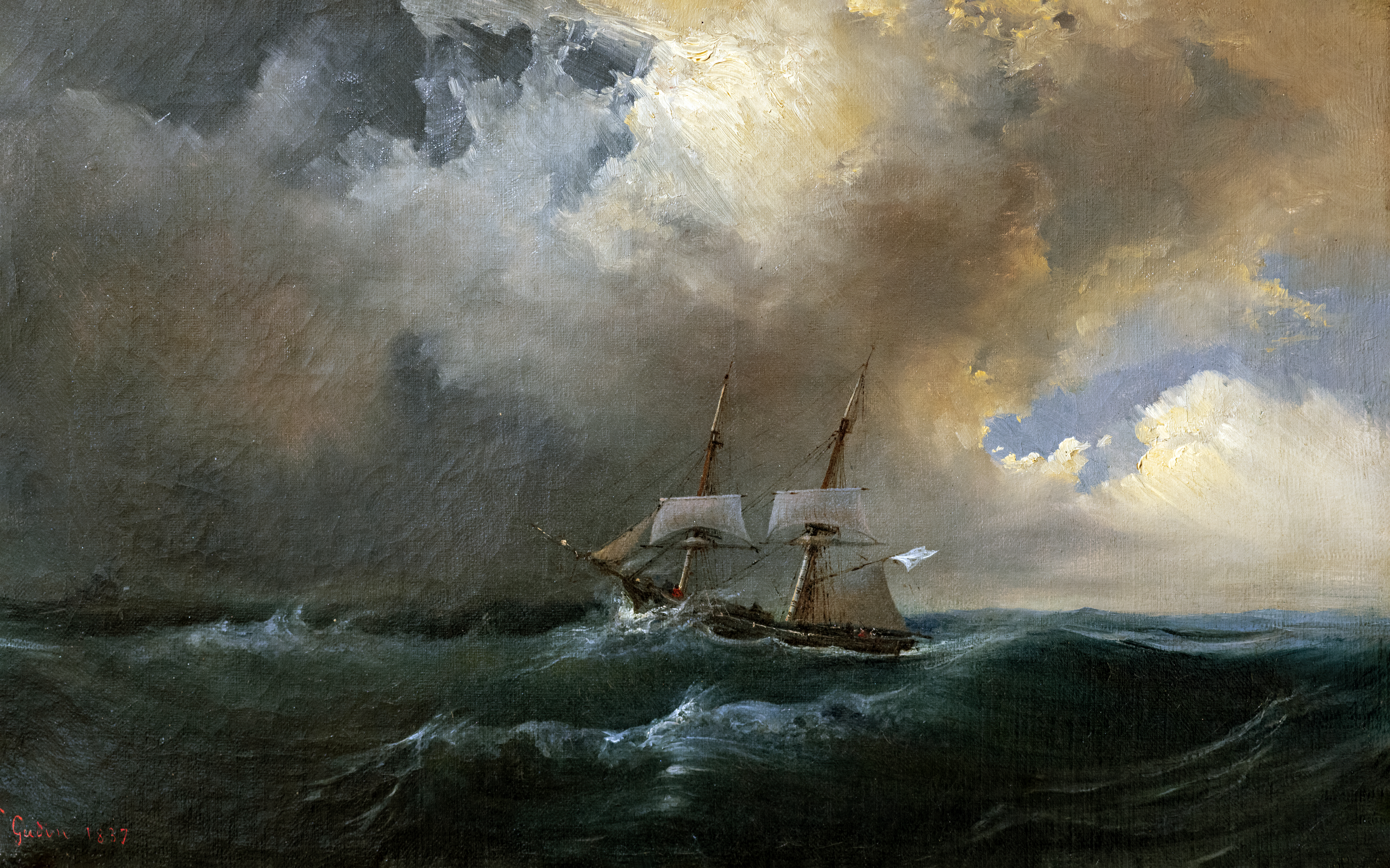
Marine par temps d'orage, Théodore Gudin[45].
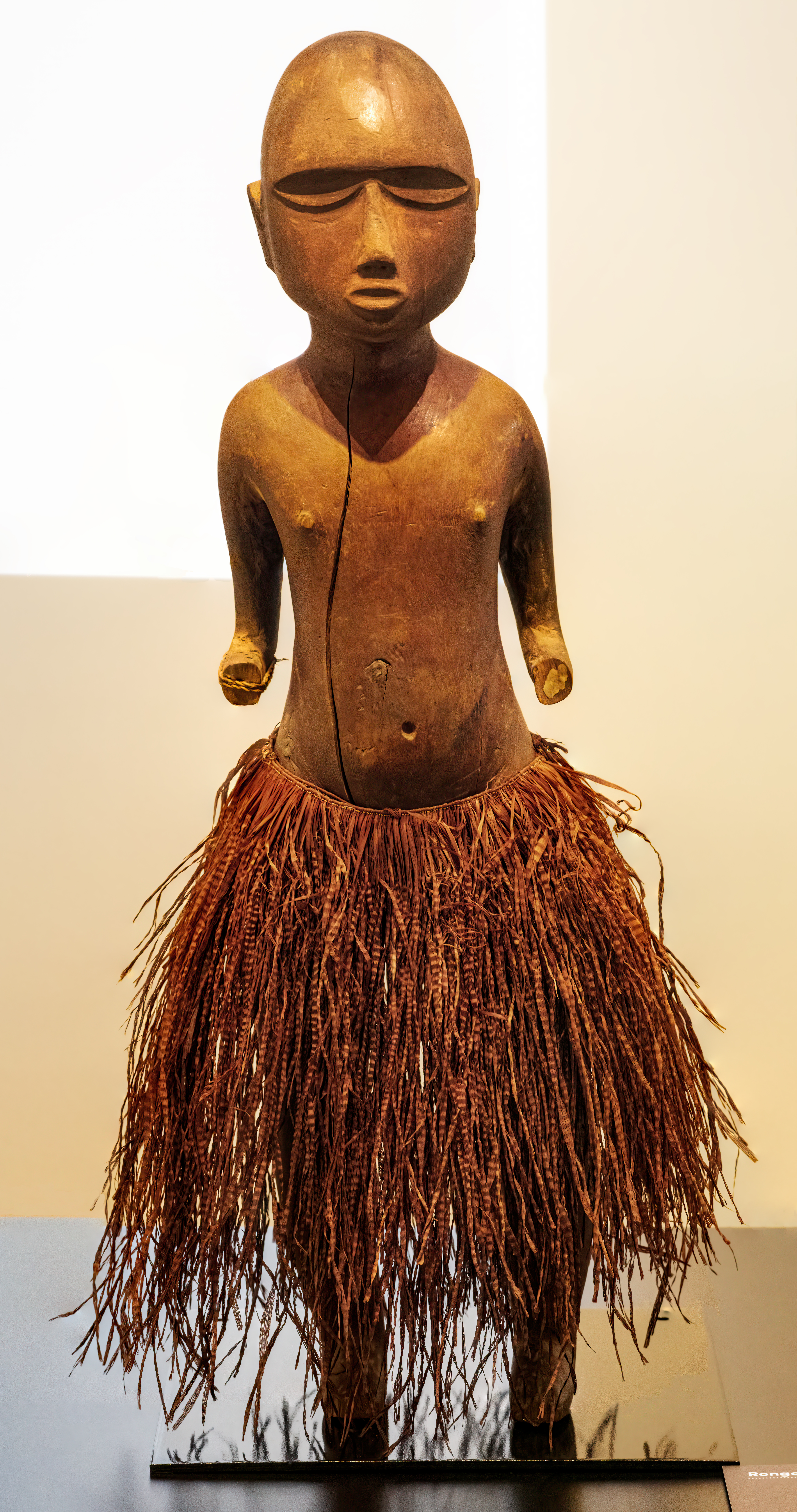
Rongo - îles Gambier, XIXe siècle

### Fonds Henri Martin

Œuvres au Musée de Cahors Henri-Martin
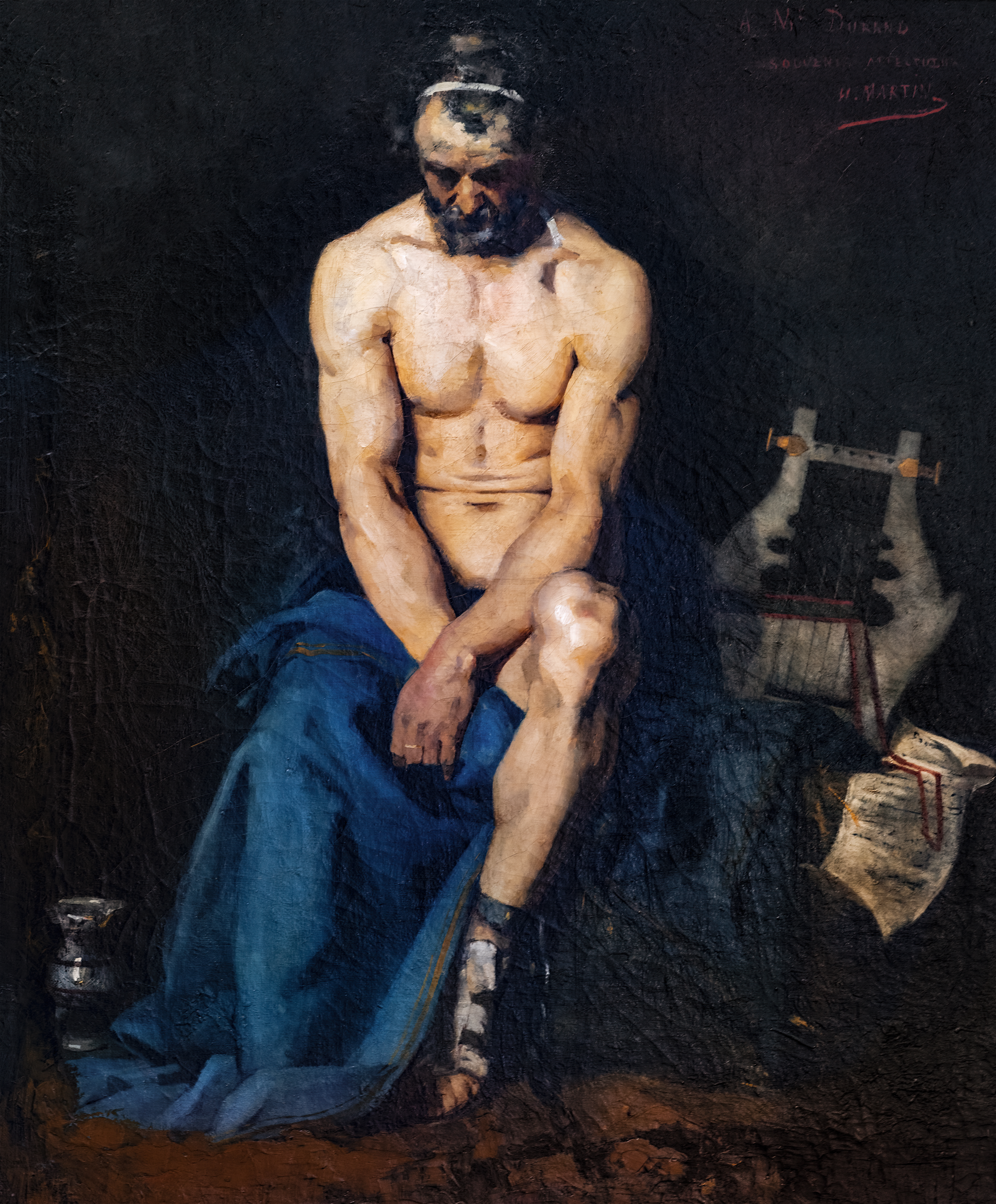
Orphée; prix de la ville de Toulouse en 1878
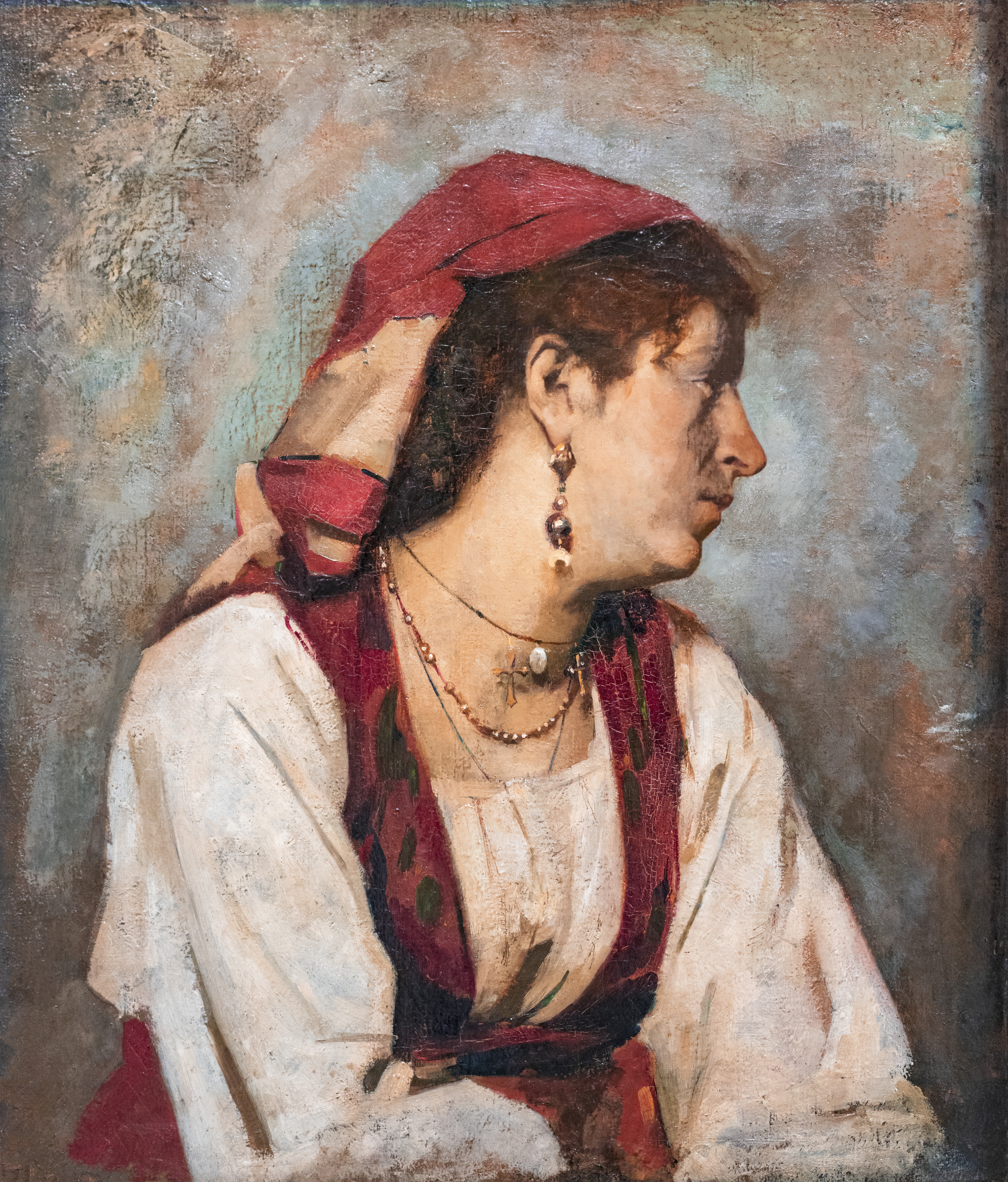
Buste de femme; 1879
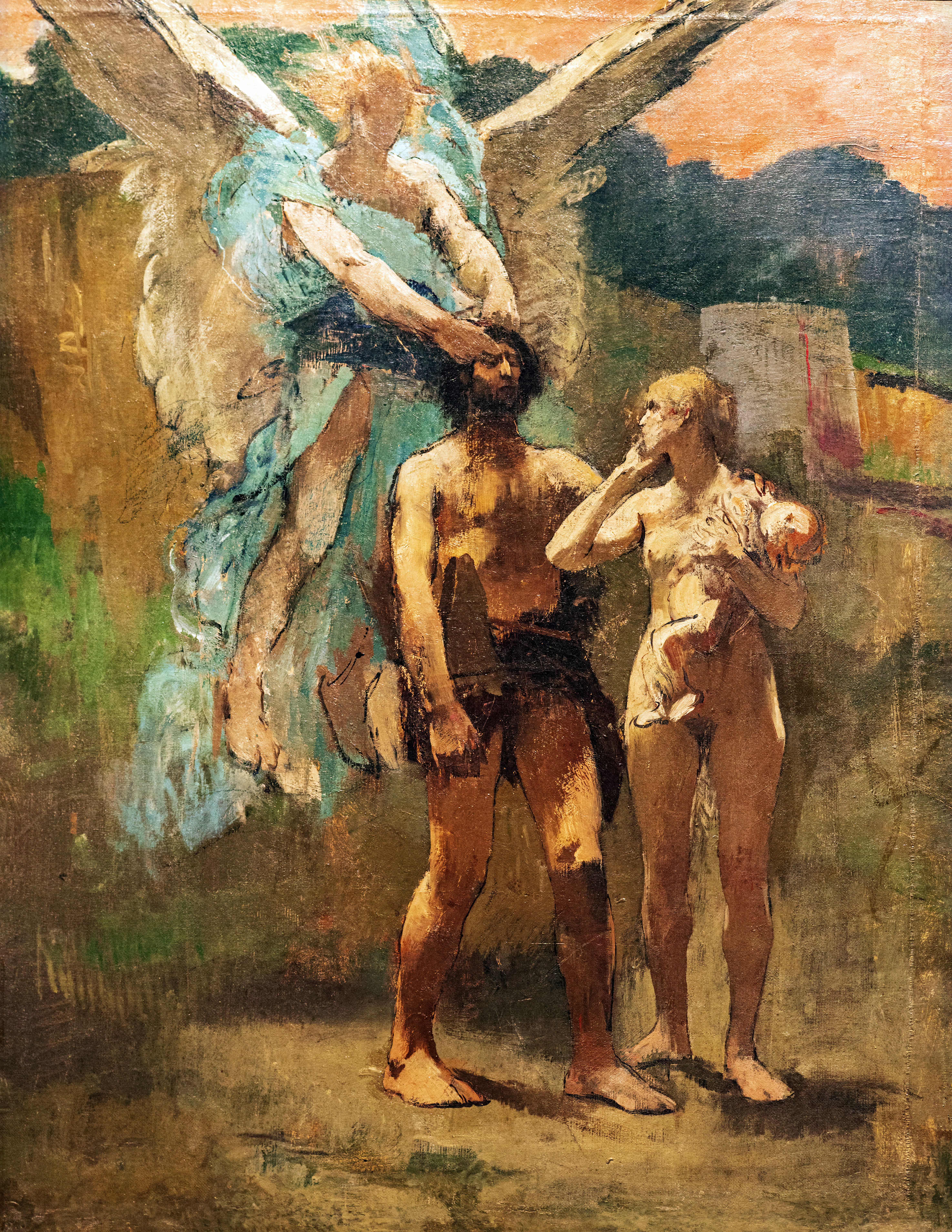
Etude pour Le châtiment de Caïn, vers 1883
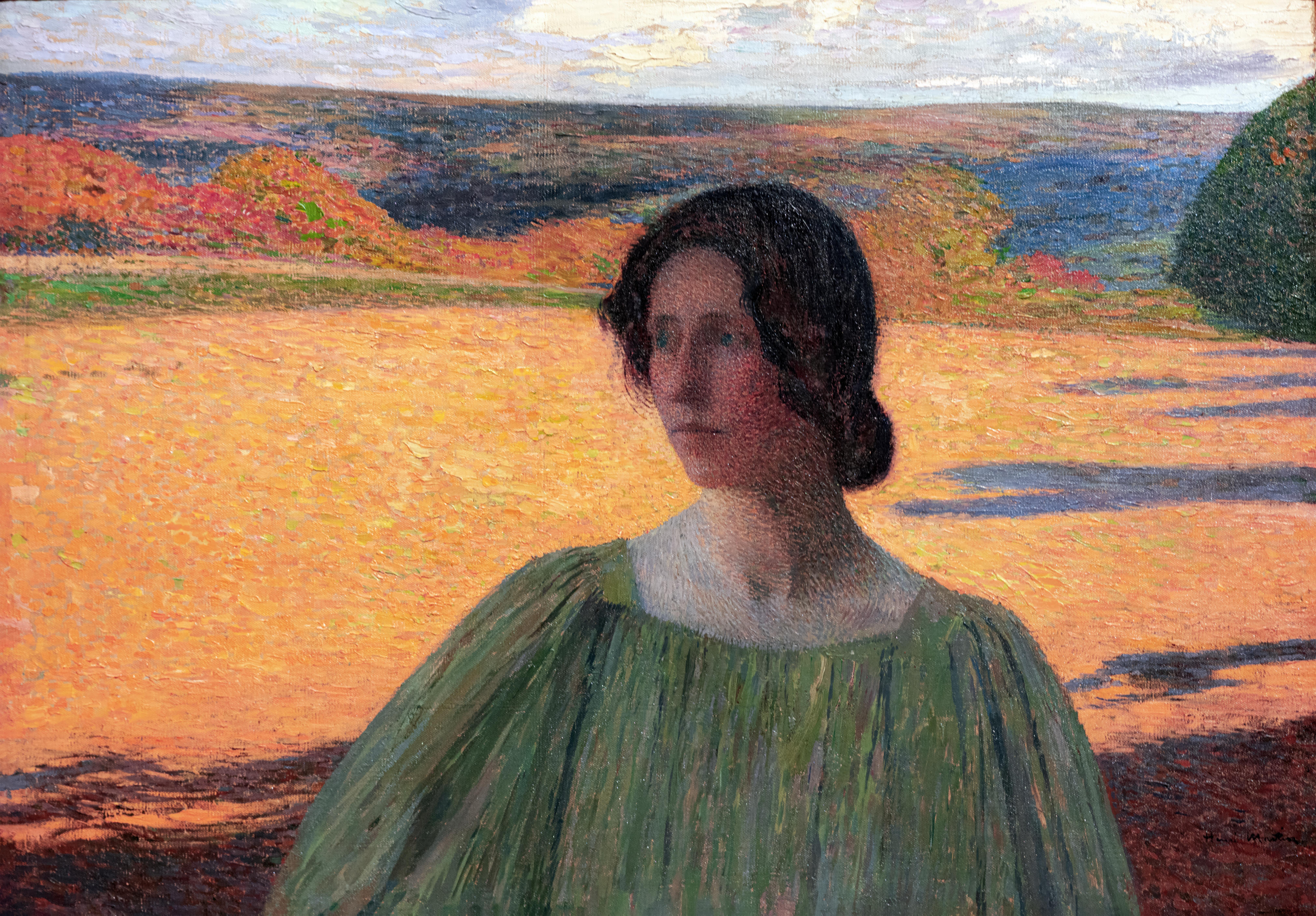
Méditation 1890-1900
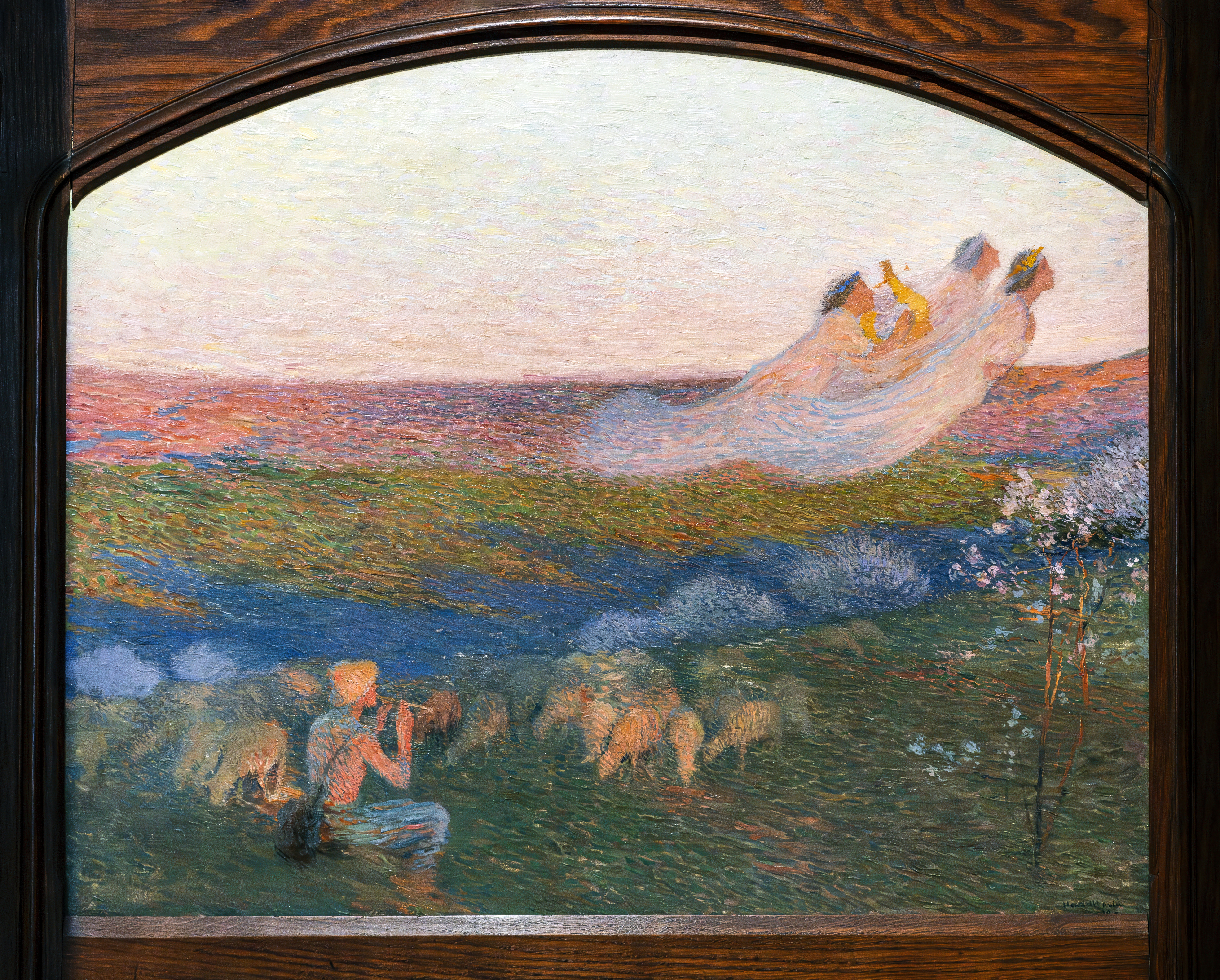
Berger et ses trois muses; 1890-1900
Chevrière devant une vieille maison à Labastide 1890-1900
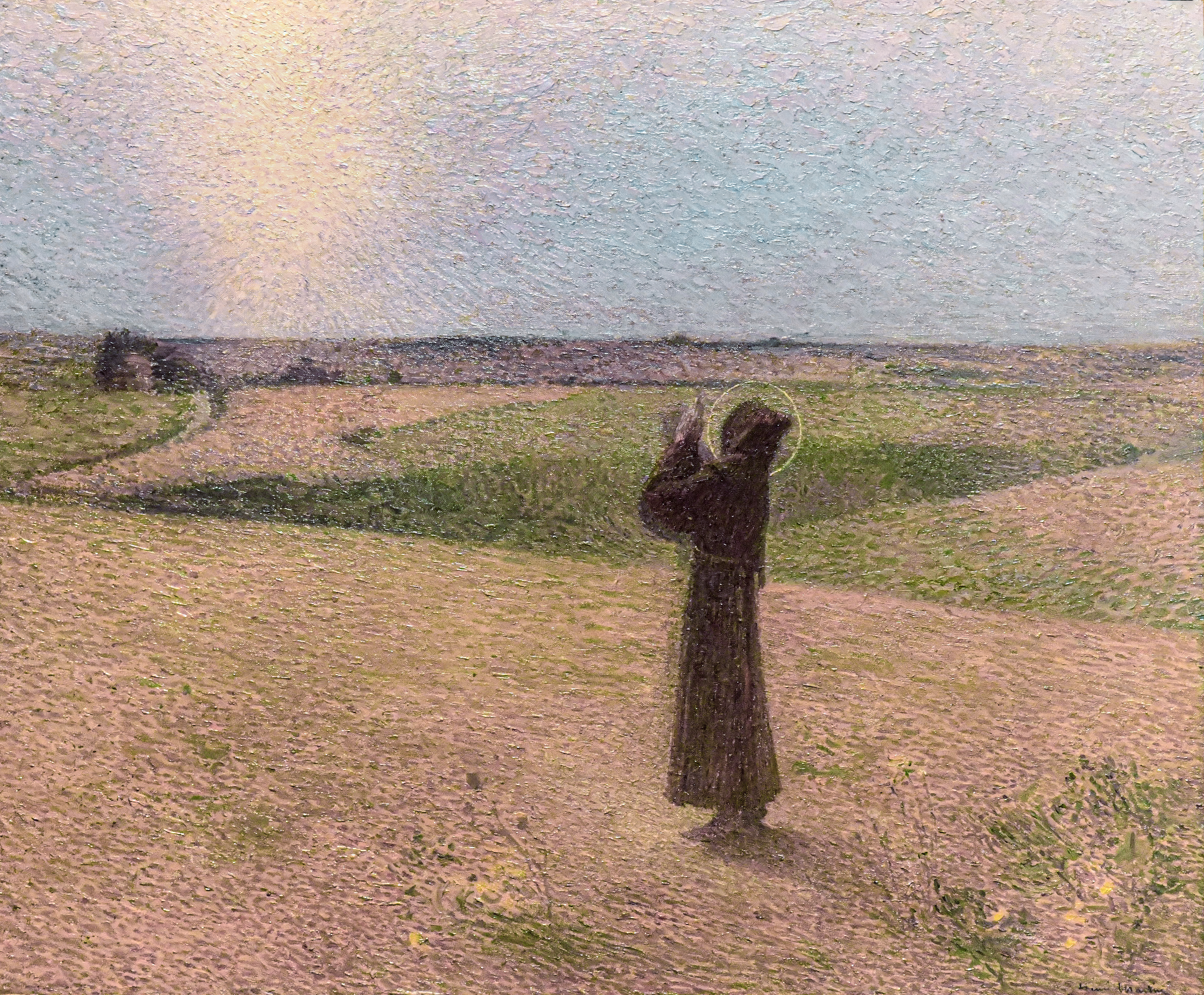
Saint François d'Assise ; 1894
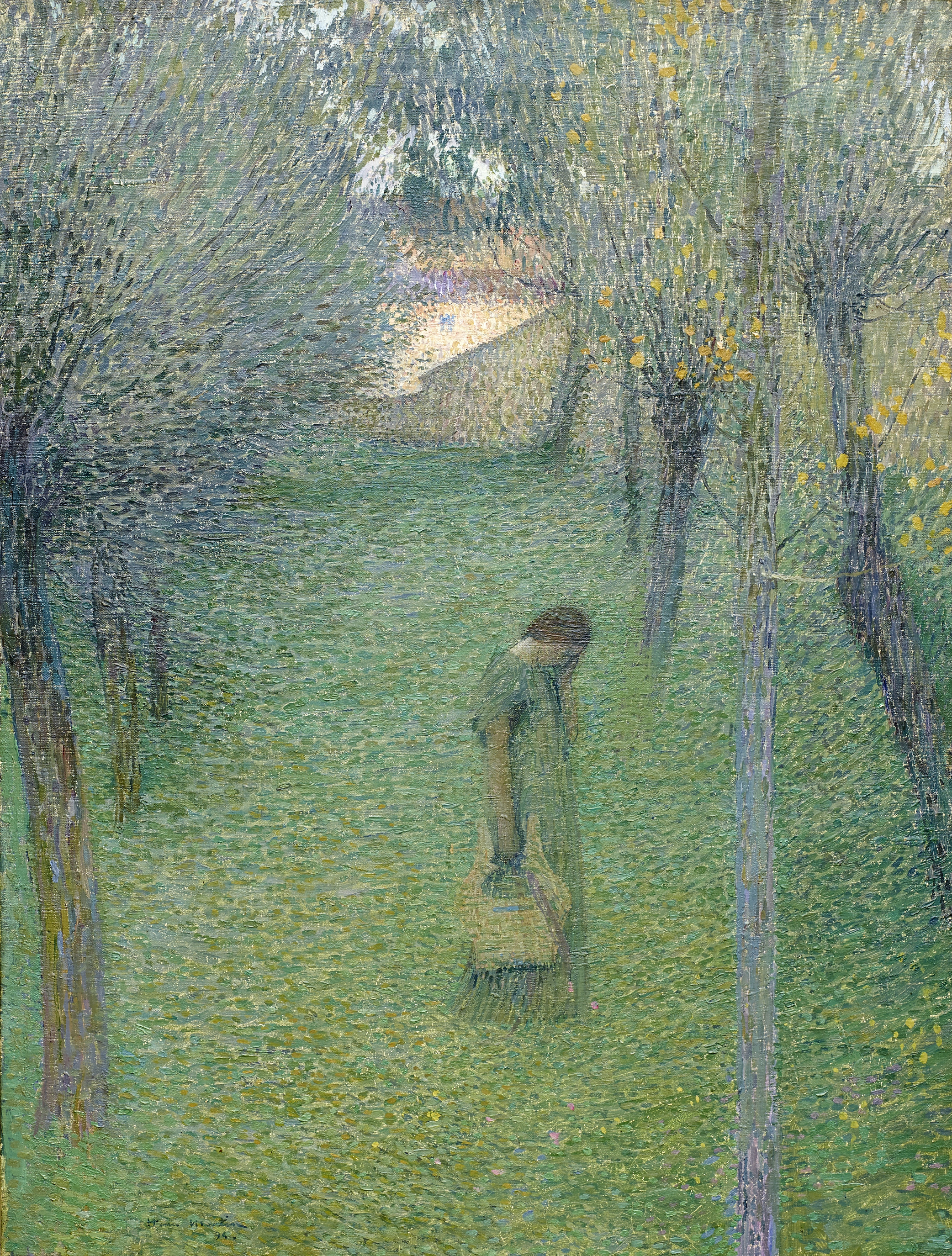
Muse pensive au jardin; 1894
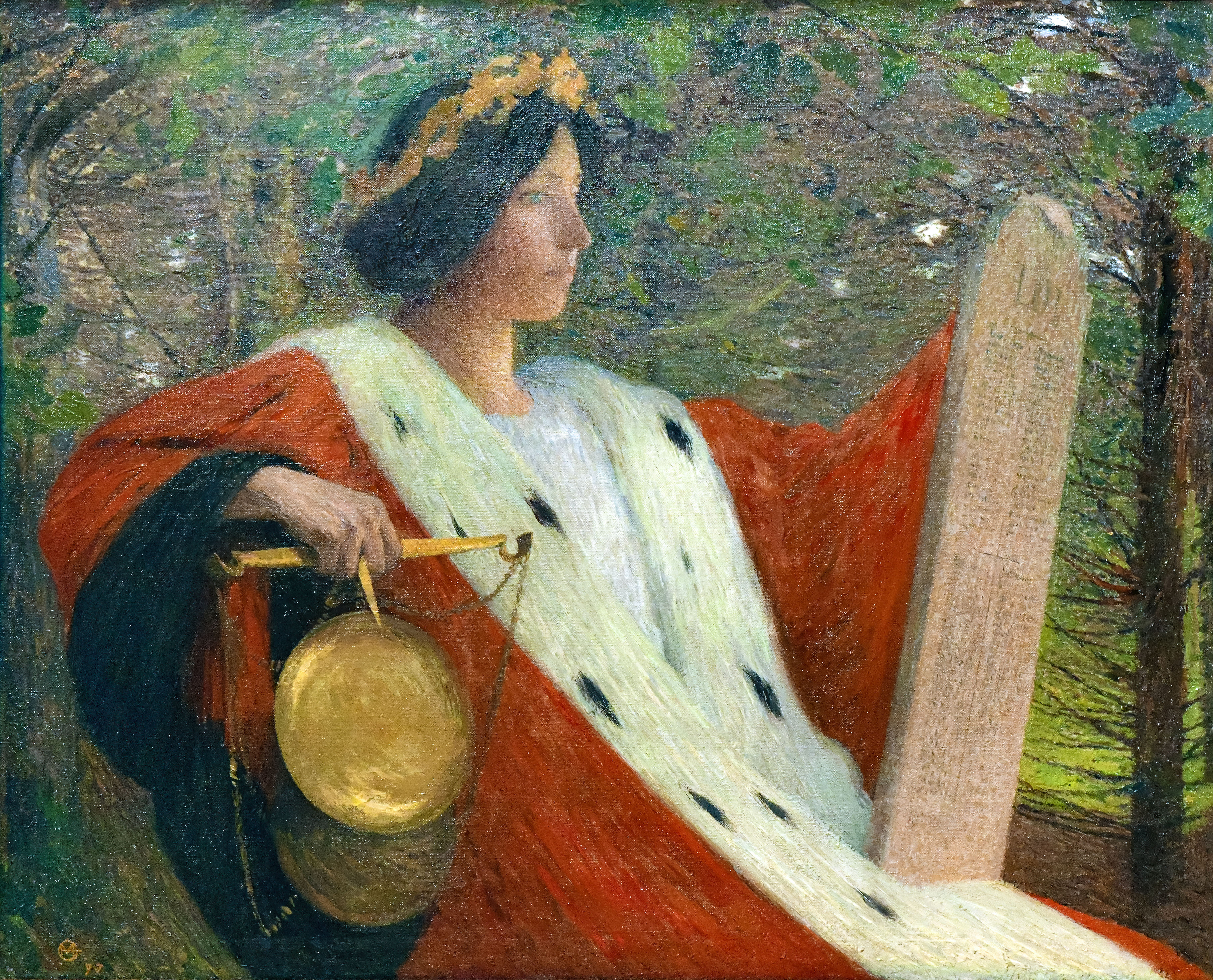
La Justice,1897
Rêverie automnale; 1900
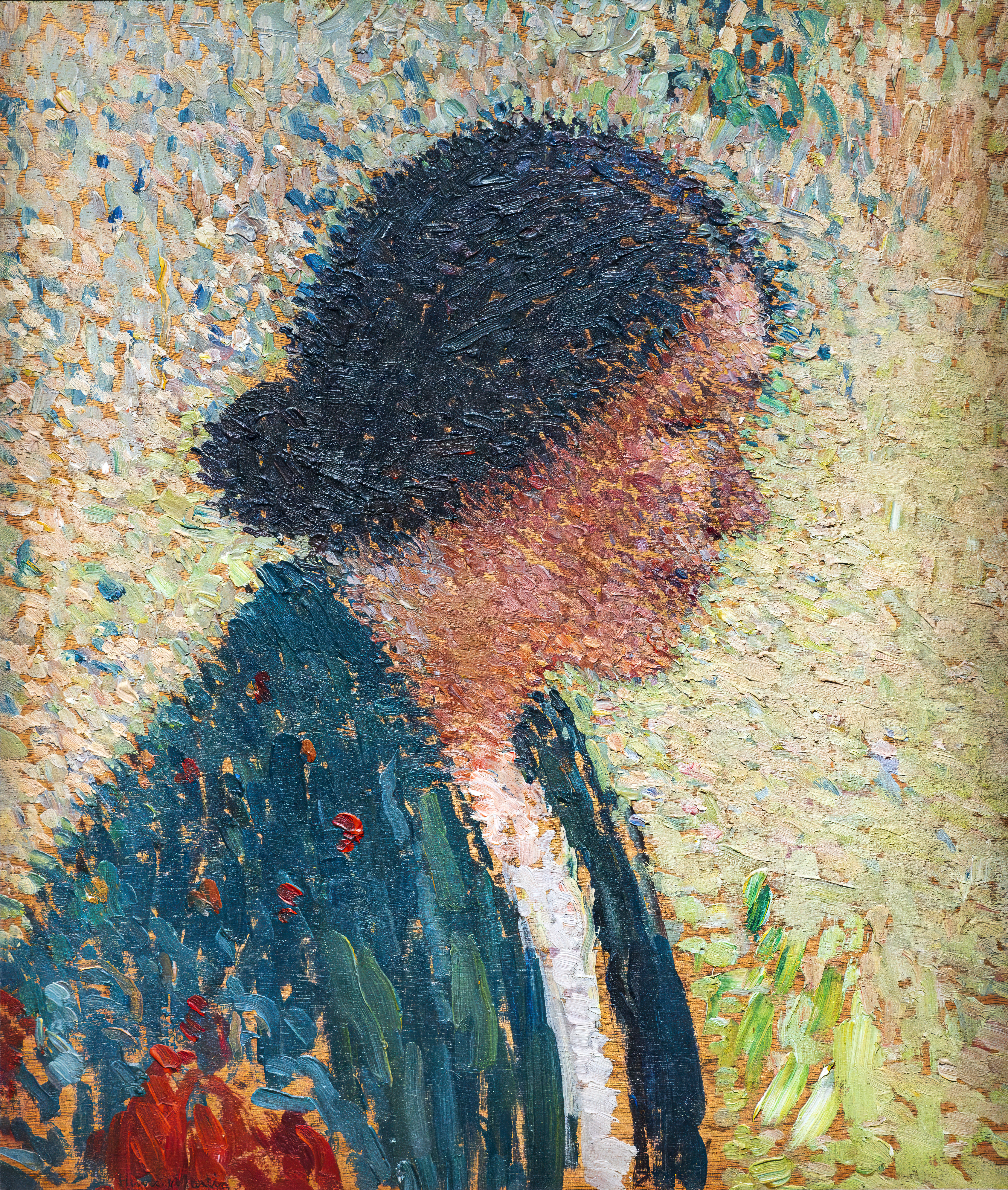
Portrait de Madame Henri Martin ; 1910
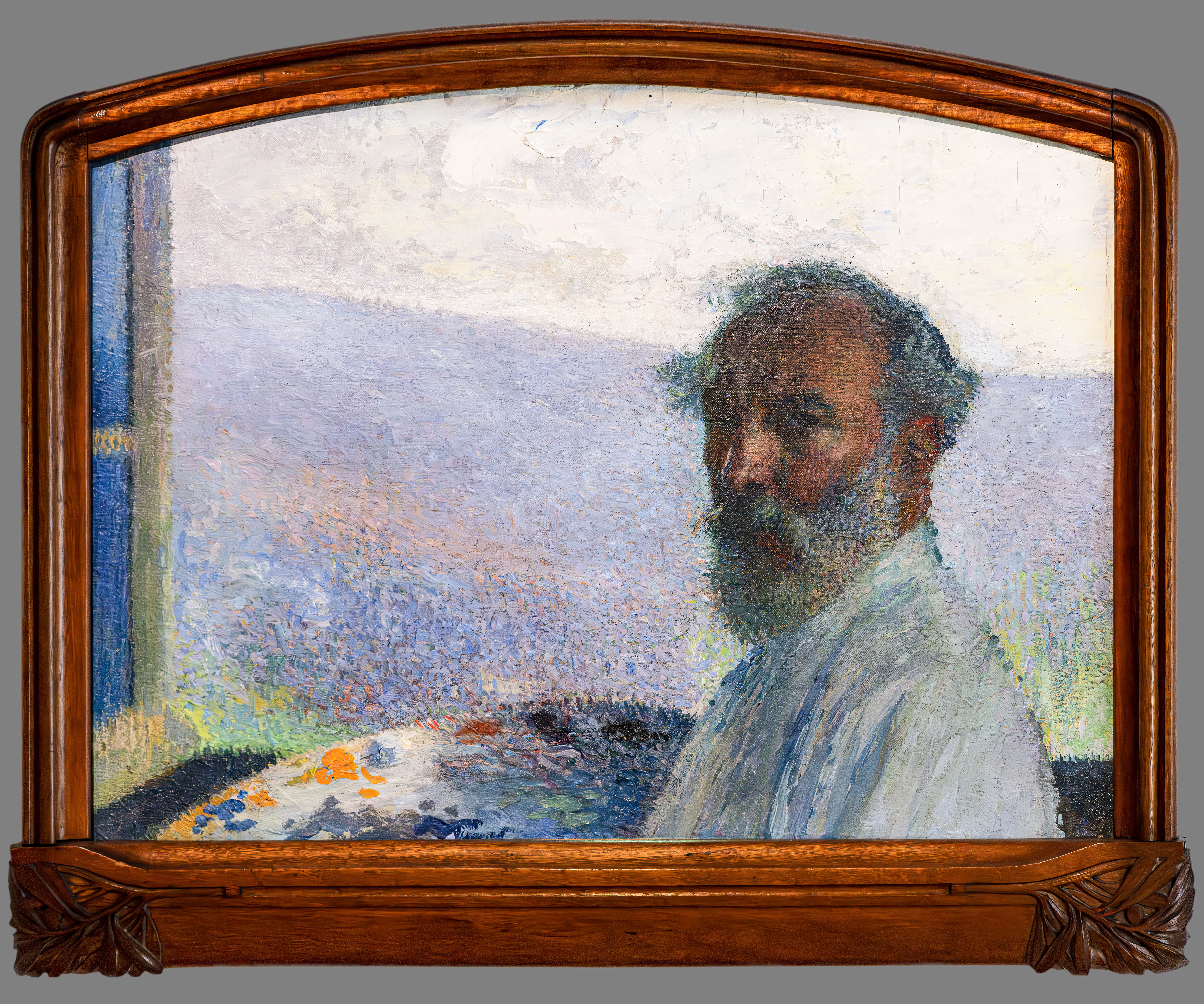
Autoportrait 1912
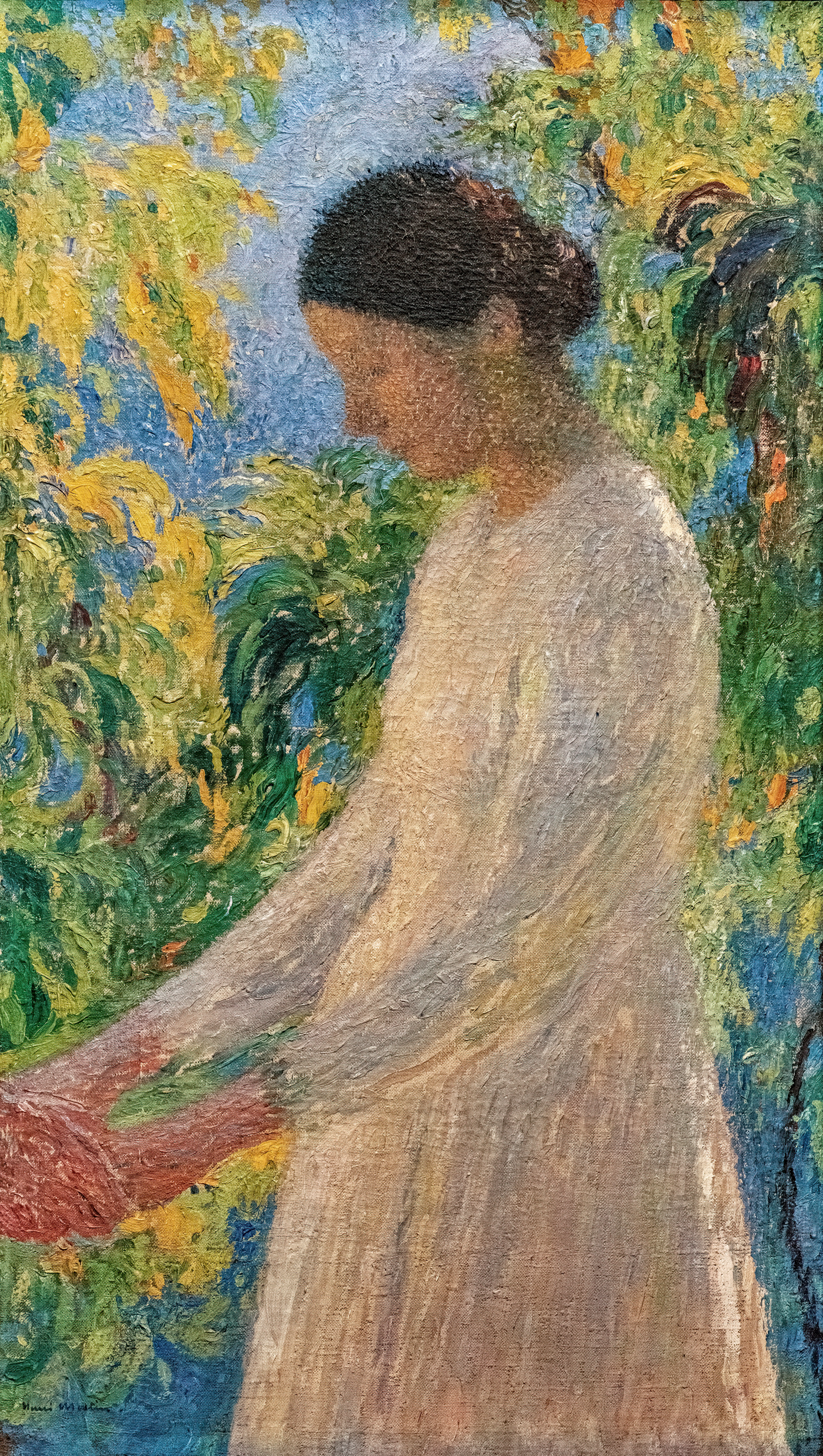
Étude pour - Dans la lumière ; 1913
Barques à Collioure; 1920
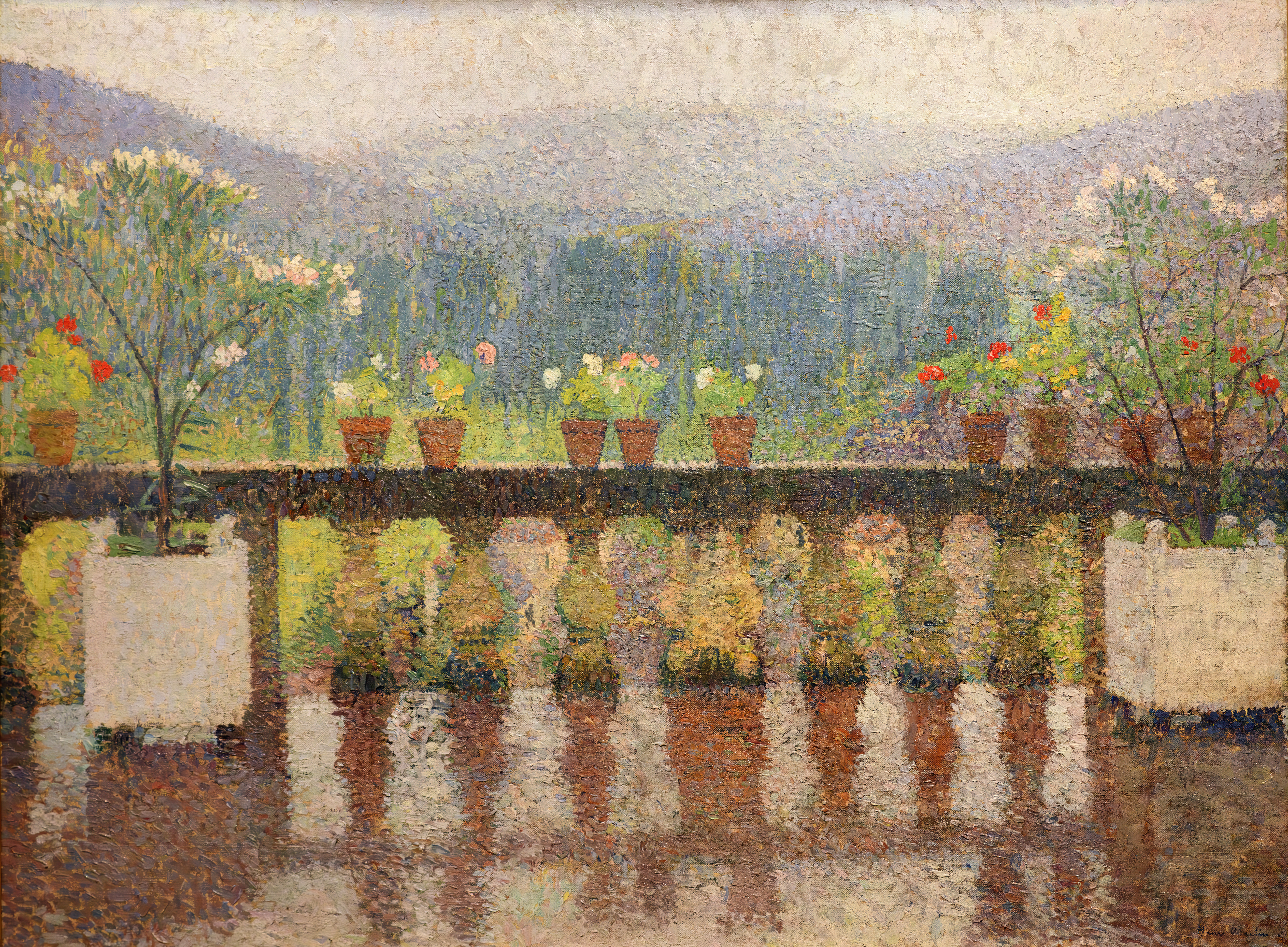
La terrasse à Marquayrol, temps pluvieux, vers 1920
Marquayrol, le portillon blanc, vers 1920
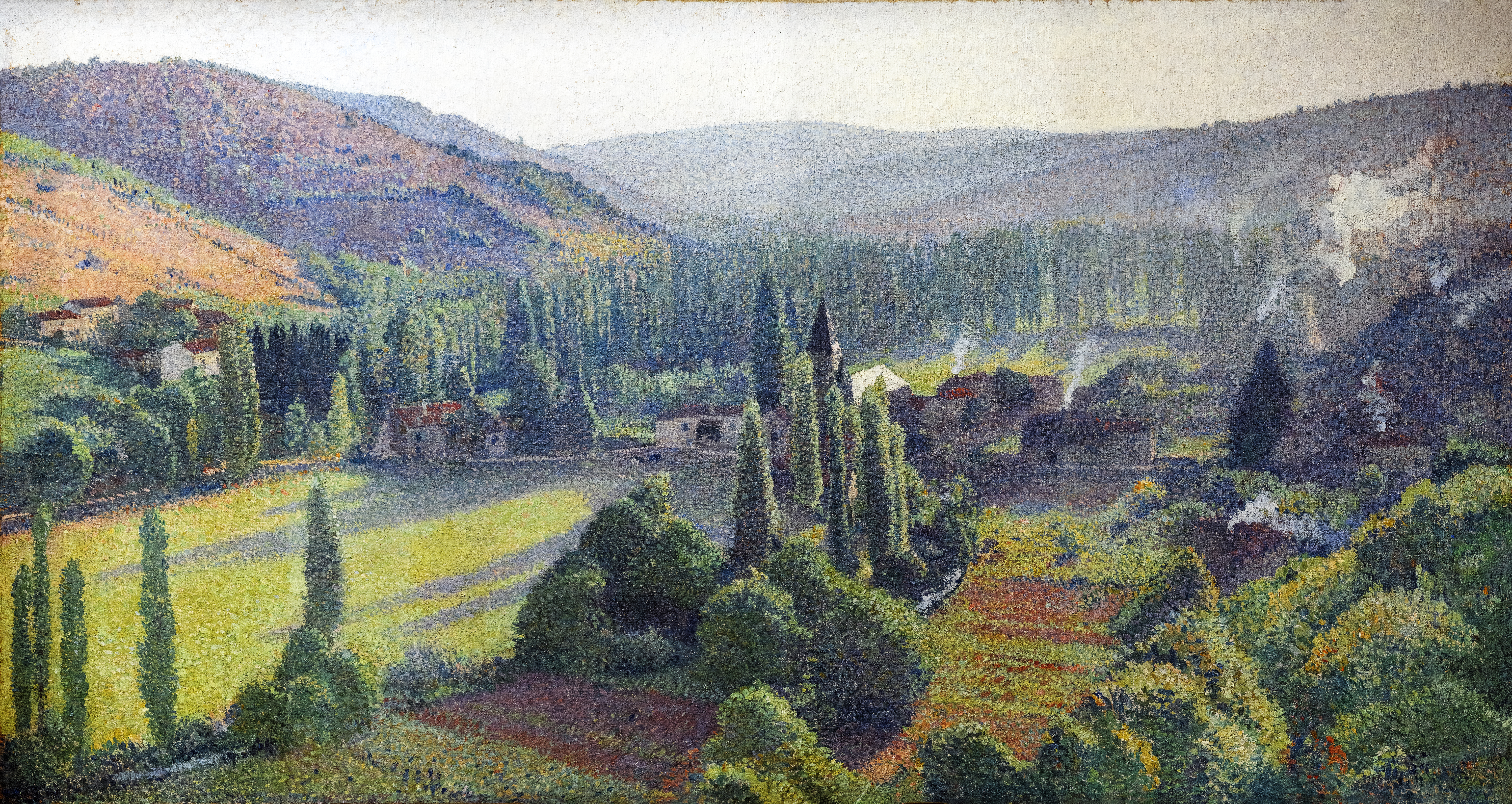
Labastide-du-Vert, le matin ; 1920
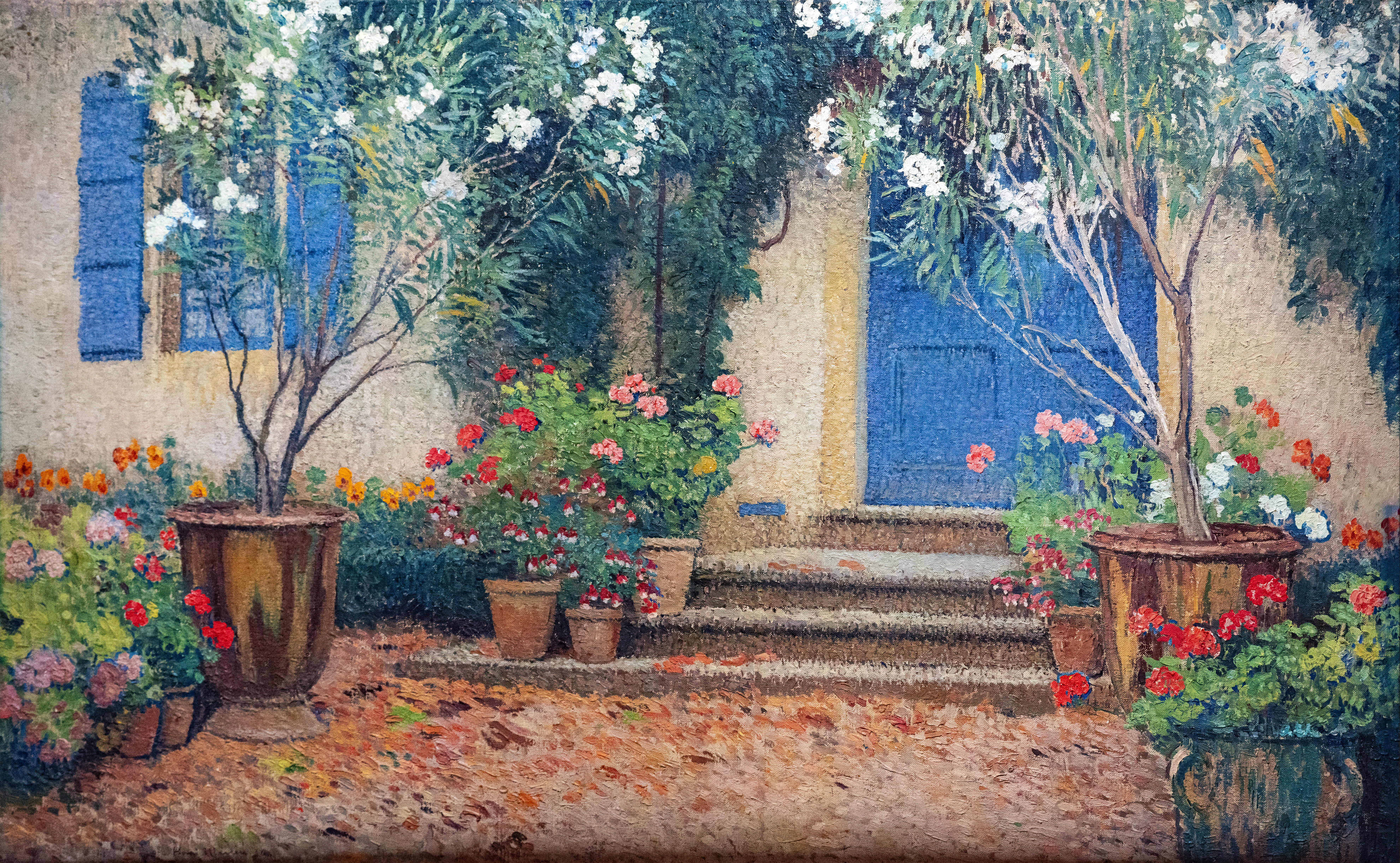
La porte bleue à Marquayrol
Le pont de Labastide-du-Vert, la chèvre blanche, vers 1920
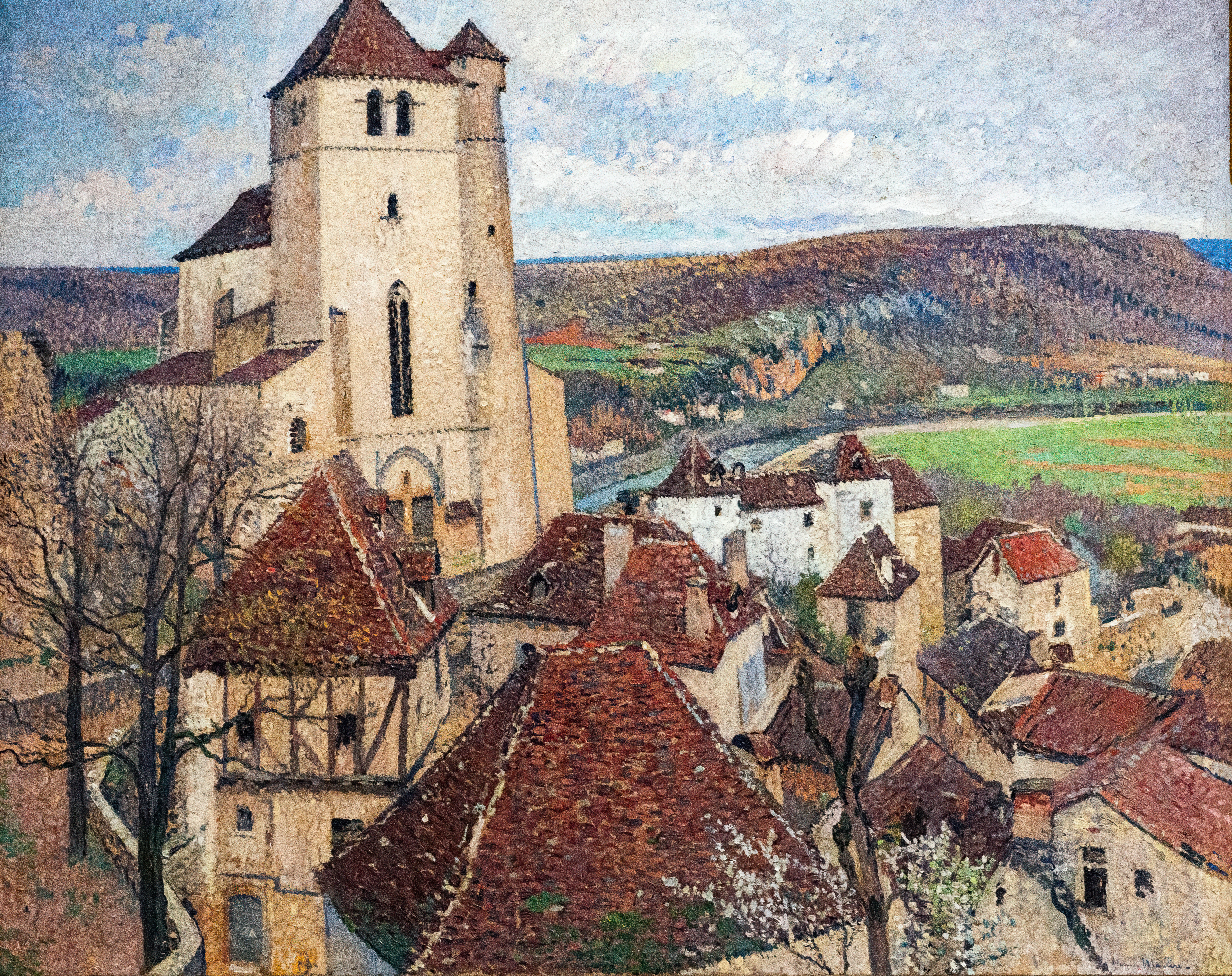
Saint-Cirq-Lapopie; 1920
Saint-Cirq-Lapopie, la place du Carol; 1920
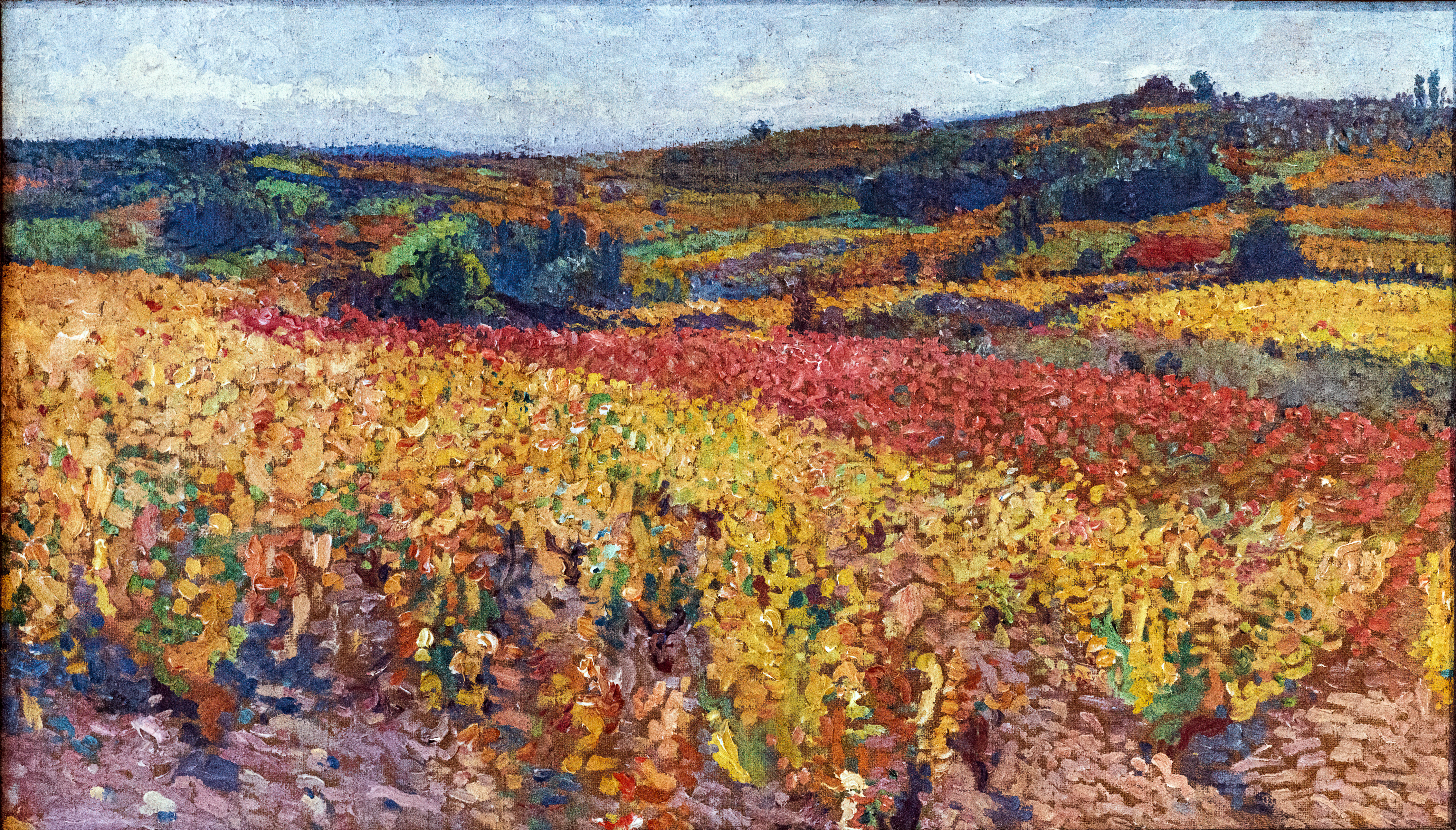
Vignes en automne - Etude; 1927
Bouquet de fleurs des champs; 1930
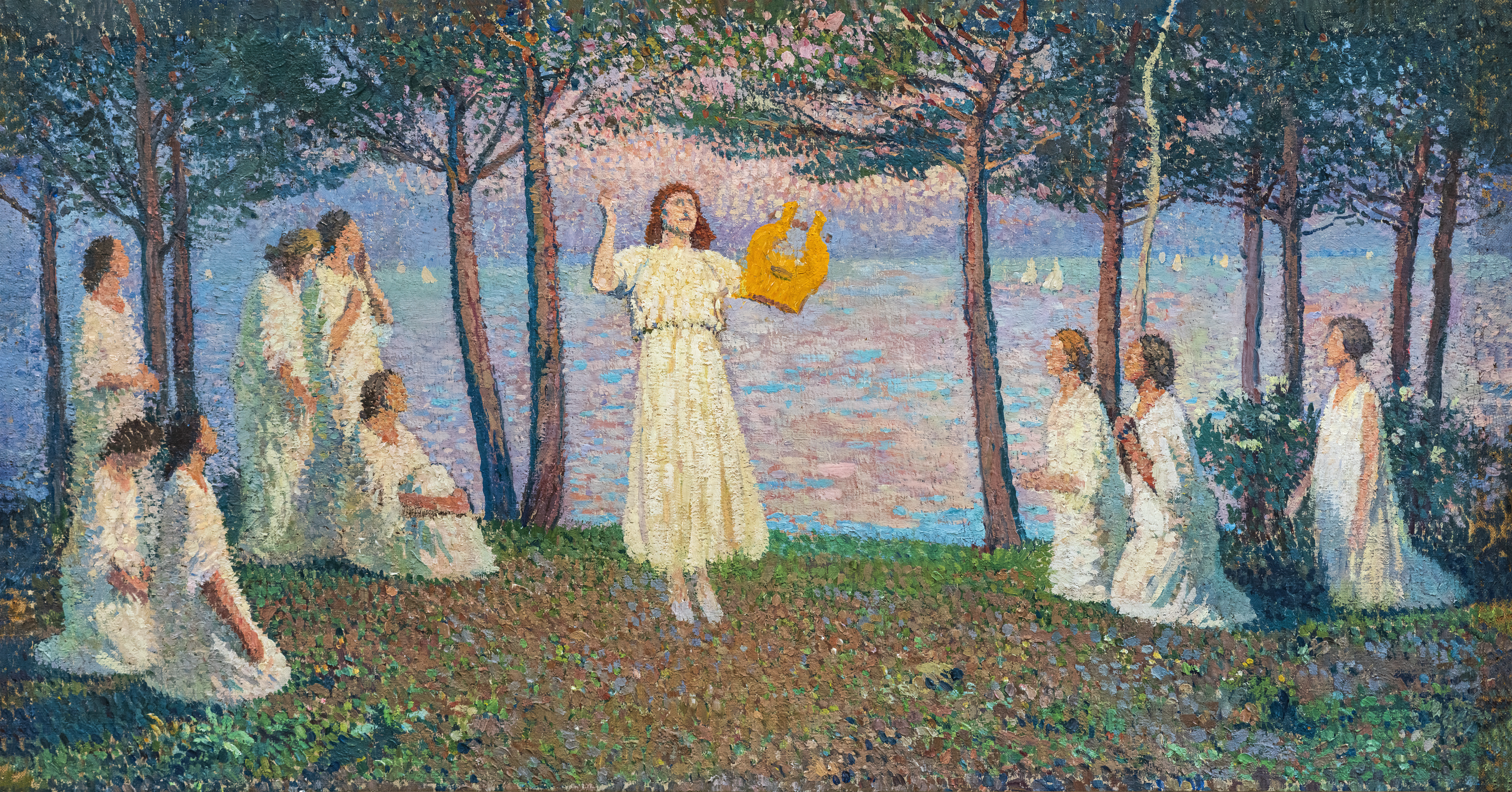
Poétesses au bord d'un lac, étude pour Apollon et les muses; 1932
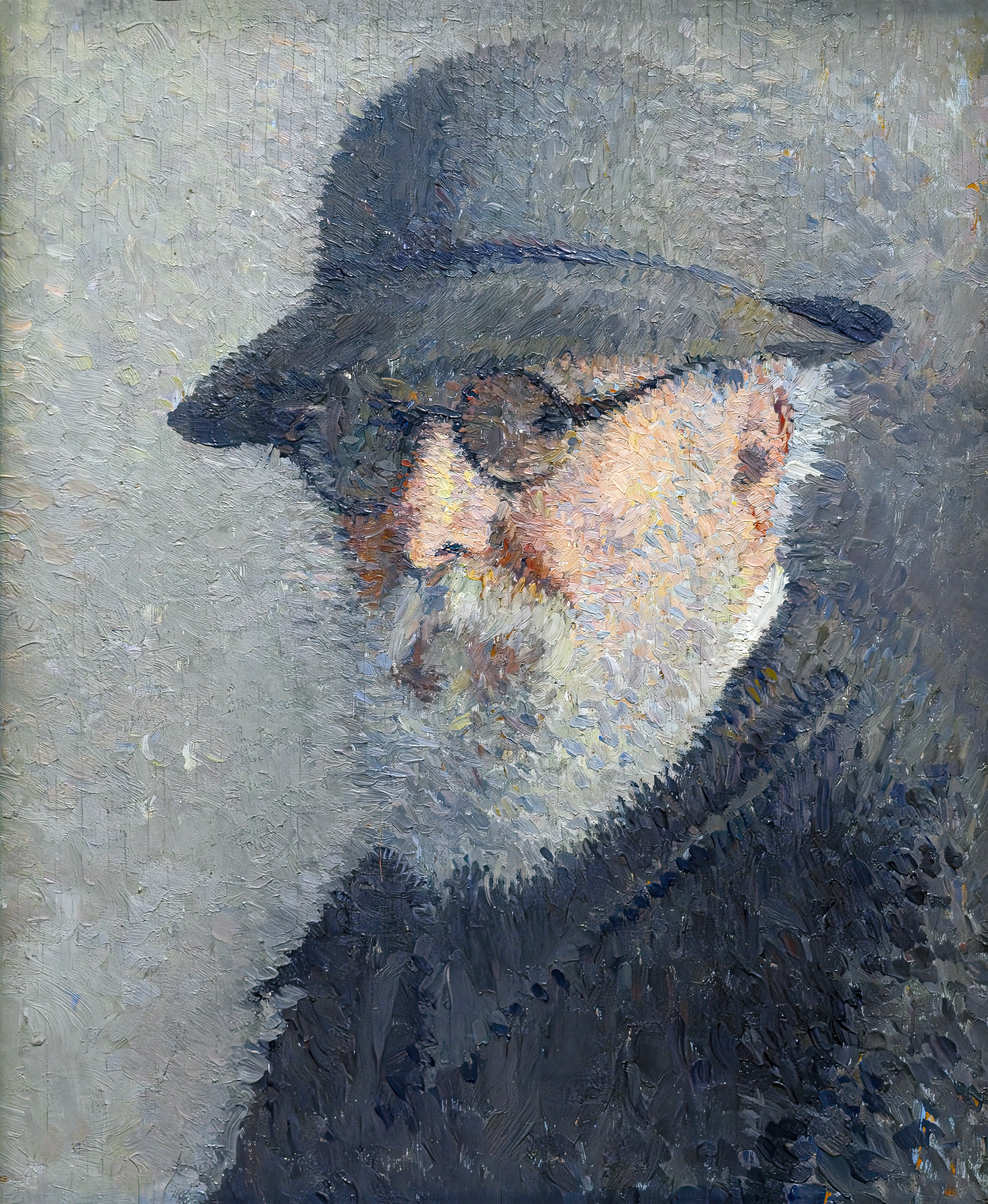
Autoportrait, 1938
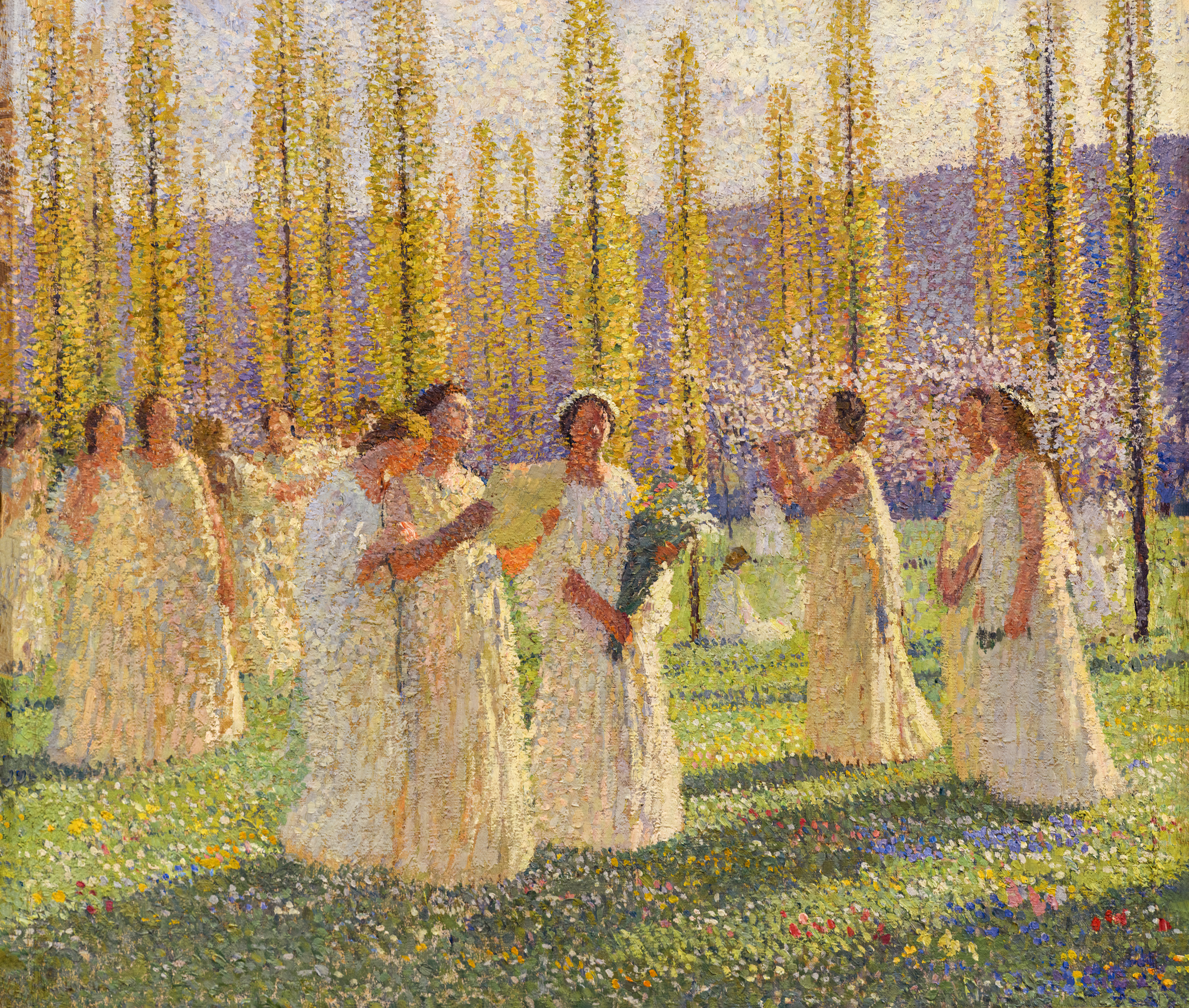
Les Champs-Élysées - Étude 1939
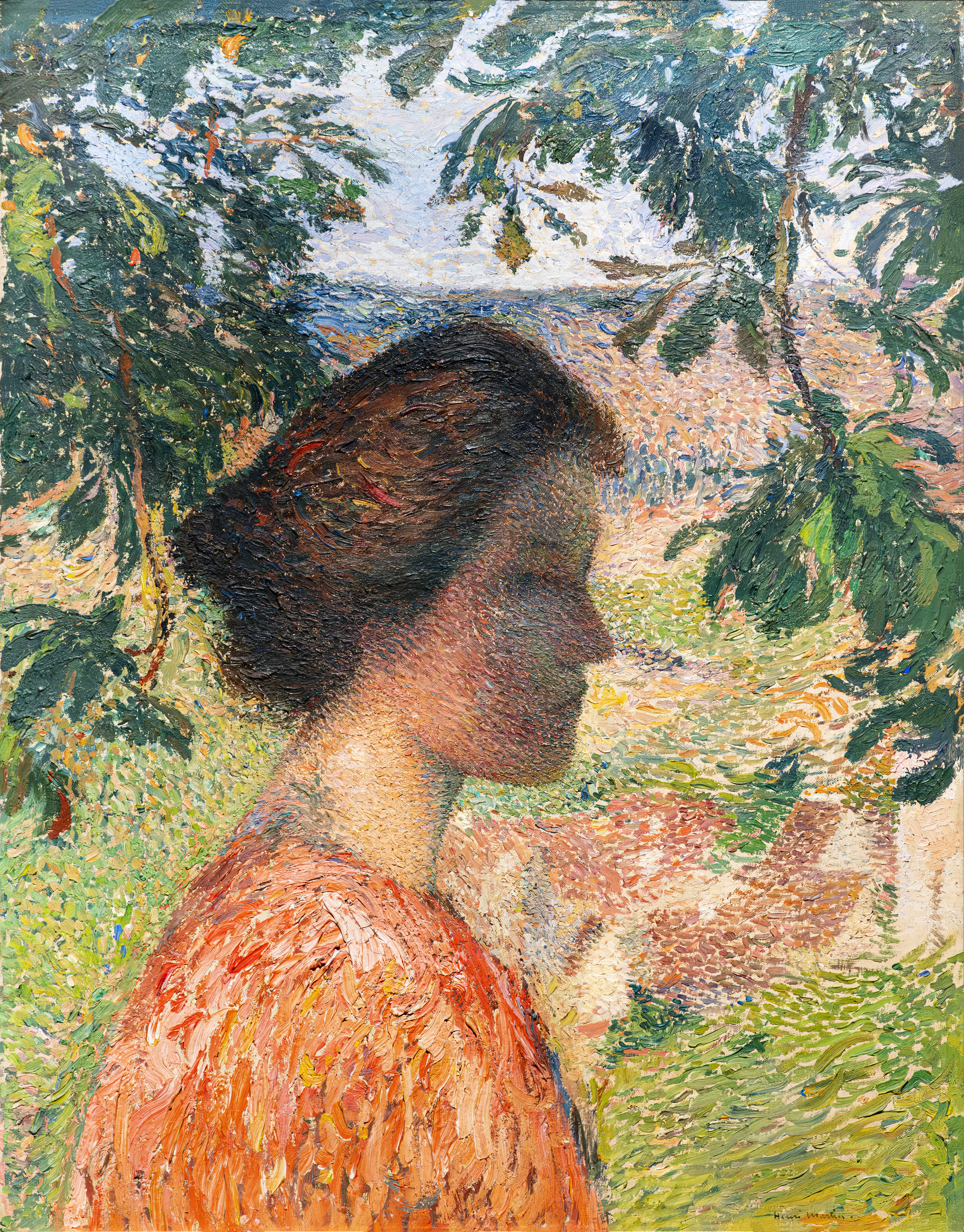
Jeune femme Dépôt du Musée des Beaux-Arts de Reims
Le pont de Labastide-du Vert 103x78
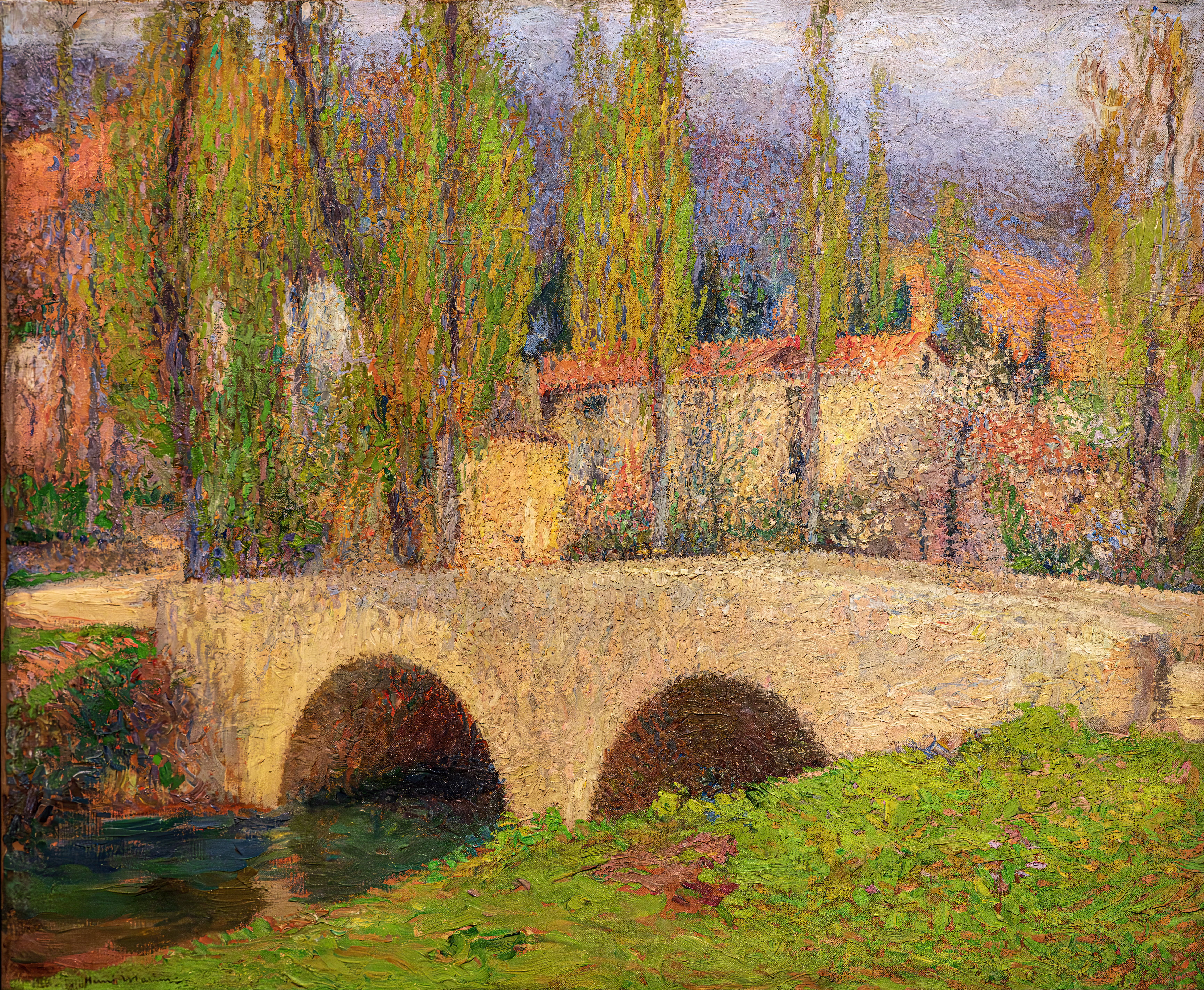
Le pont à Labastide-du-Vert 66x83
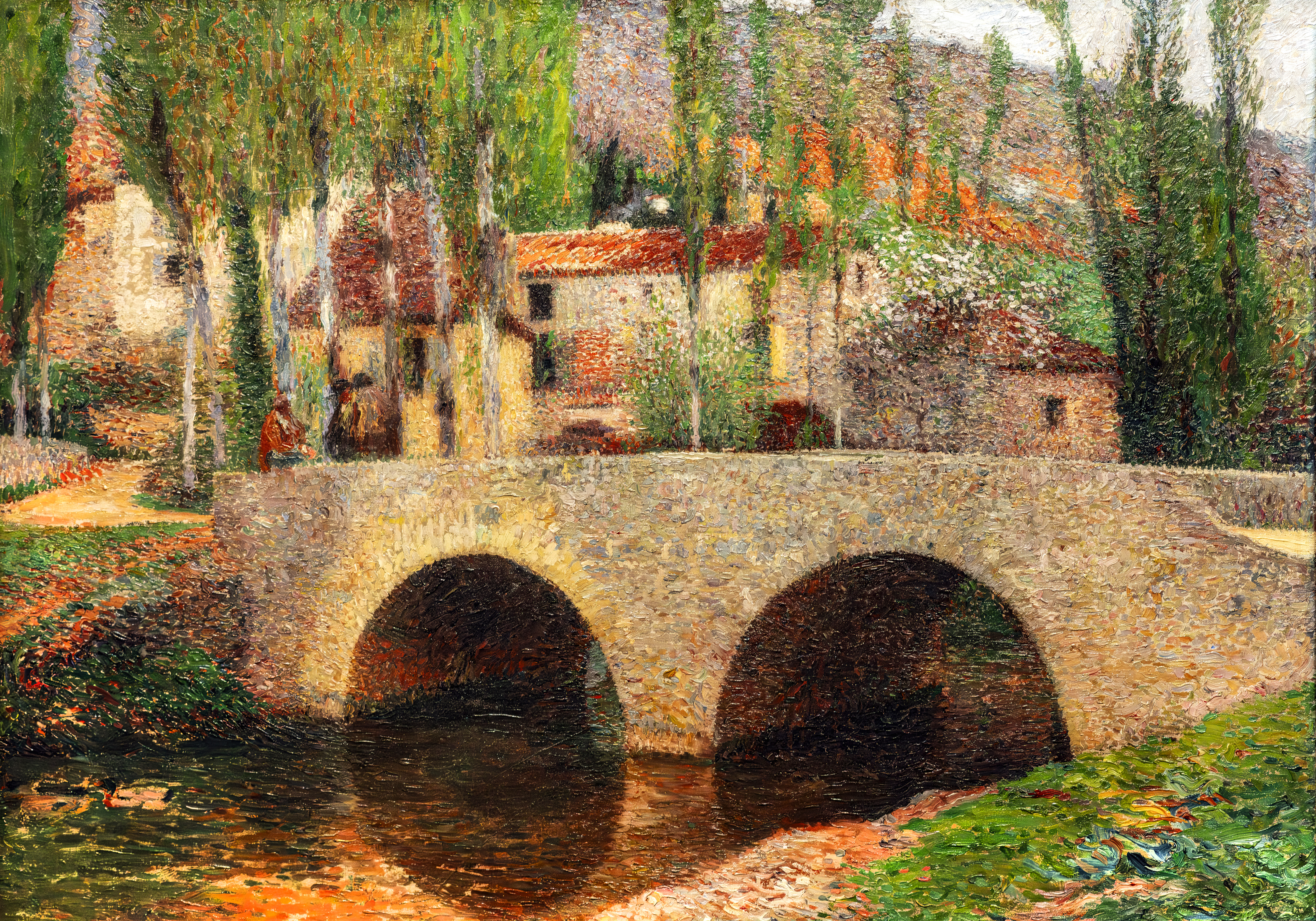
Le pont de Labastide-du-Vert (63.2x88)
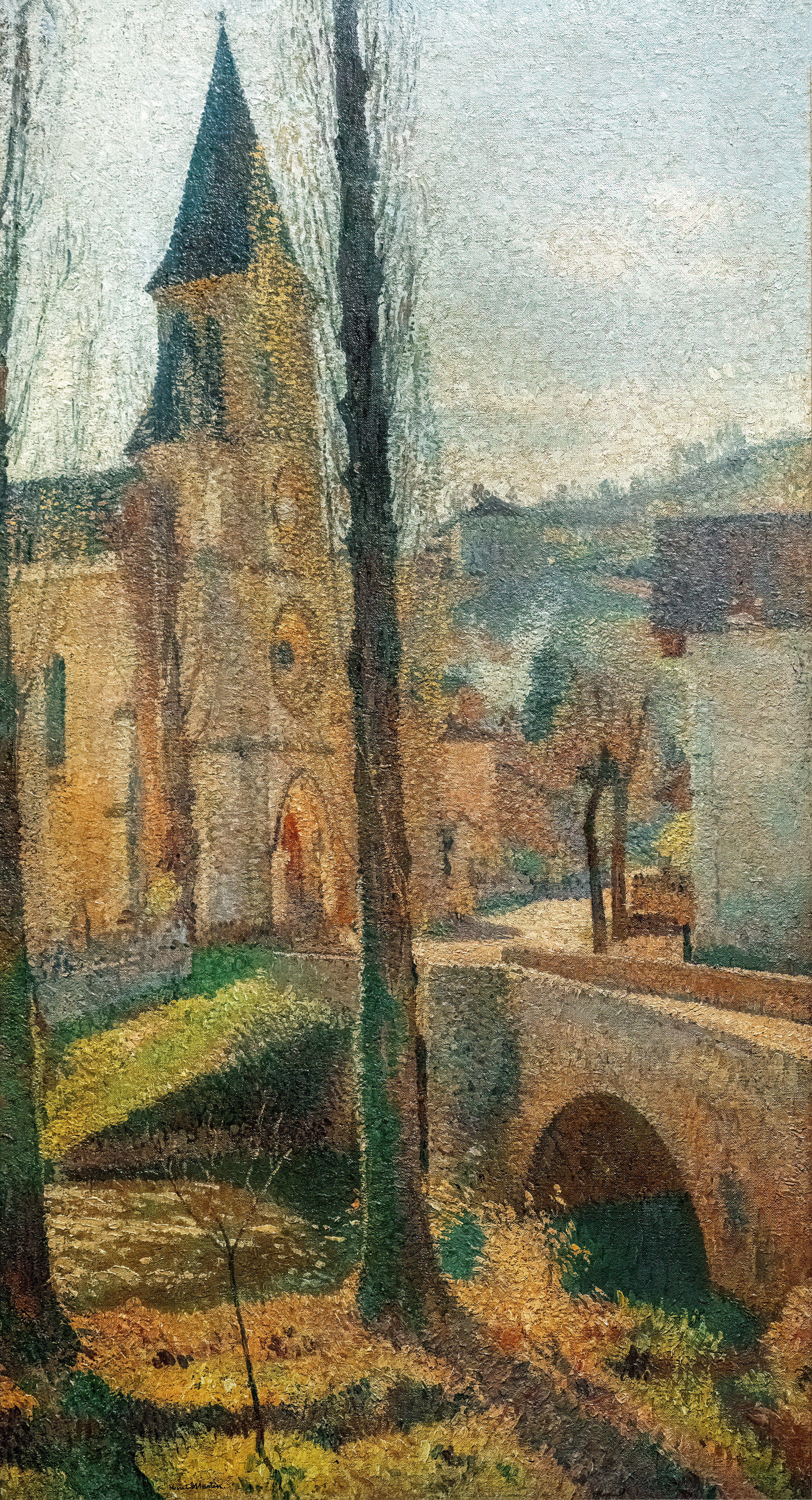
L'église de Labastide-du-Vert et le pont
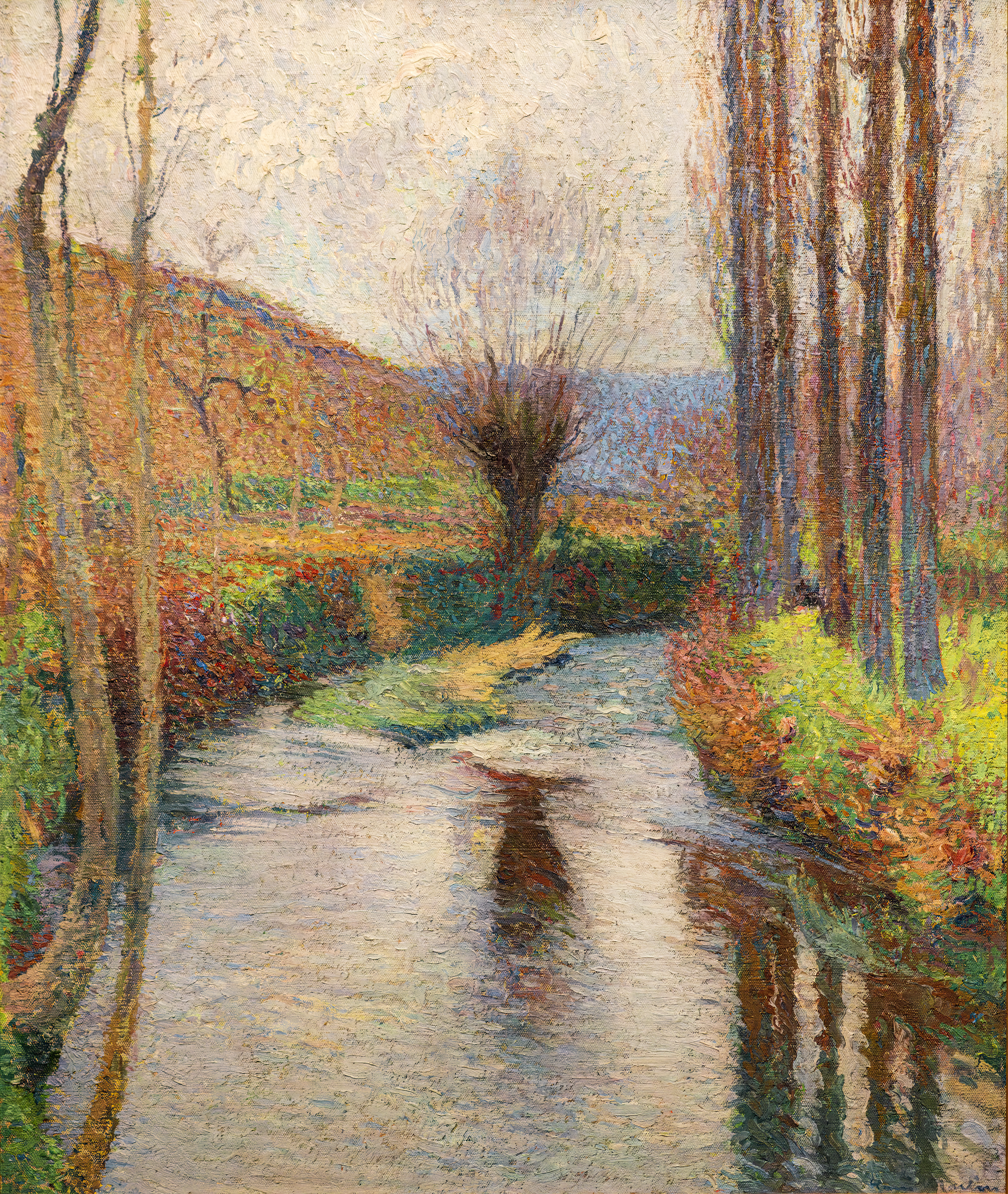
Le Vert aux peupliers et au saule